# Représentations diplomatiques de l'Espagne

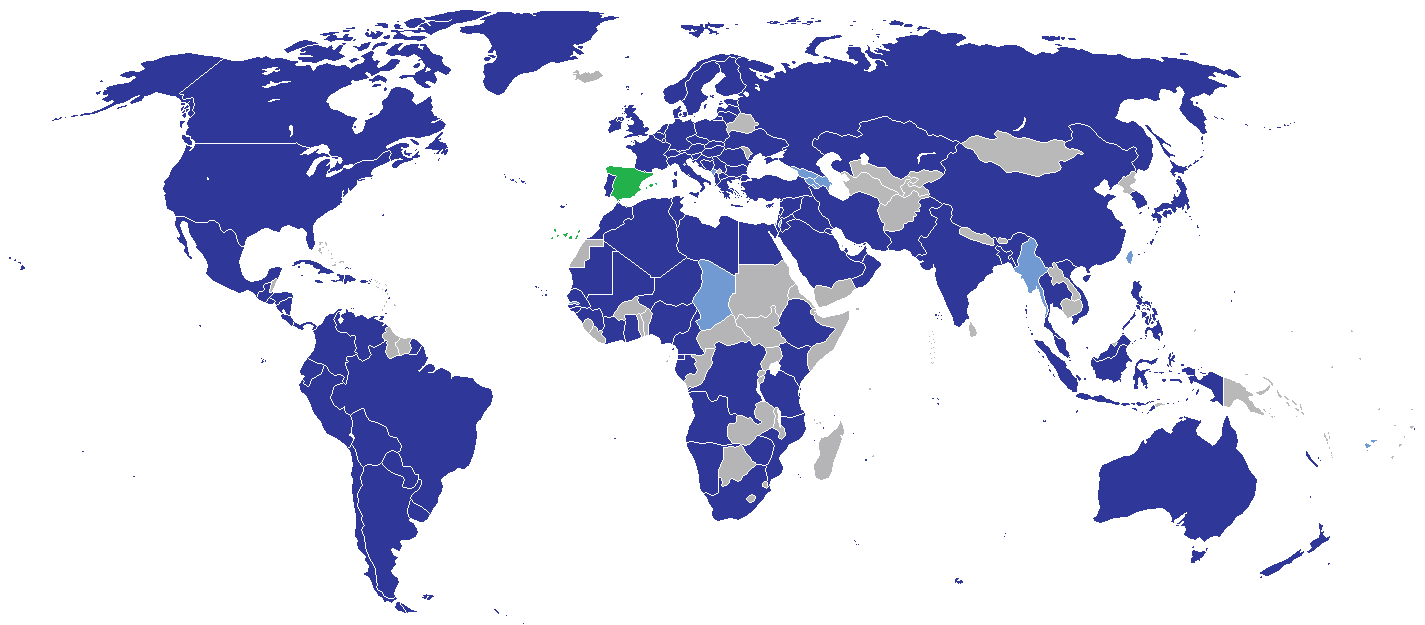
Représentations diplomatiques de l'Espagne.

Voici les représentations diplomatiques de l'Espagne à l'étranger :

## Afrique
- Afrique du Sud
  - Pretoria (ambassade)
  - Le Cap (consulat général)
- Algérie
  - Alger (ambassade)
  - Oran (consulat général)
- Angola
  - Luanda (ambassade)
- Cameroun
  - Yaoundé (ambassade)
- Cap-Vert
  - Praia (ambassade)
- Côte d'Ivoire
  - Abidjan (ambassade)
- République démocratique du Congo
  - Kinshasa (ambassade)
- Égypte
  - Le Caire (ambassade)
  - Alexandrie (consulat général)
- Éthiopie
  - Addis-Abeba (ambassade)
- Gabon
  - Libreville (ambassade)
- Gambie
  - Banjul (bureau de l'ambassade)
- Ghana
  - Accra (ambassade)
- Guinée
  - Conakry (ambassade)
- Guinée-Bissau
  - Bissau (ambassade)
- Guinée équatoriale
  - Malabo (ambassade)
  - Bata (consulat général)
- Kenya
  - Nairobi (ambassade)
- Libye
  - Tripoli (ambassade)
- Mali
  - Bamako (ambassade)
- Maroc
  - Rabat (ambassade)
  - Agadir (consulat général)
  - Casablanca (consulat général)
  - Nador (consulat général)
  - Tanger (consulat général)
  - Tétouan (consulat général)
  - Larache (consulat)
- Mauritanie
  - Nouakchott (ambassade)
  - Nouadhibou (consulat général)
- Mozambique
  - Maputo (ambassade)
- Namibie
  - Windhoek (ambassade)
- Niger
  - Niamey (ambassade)
- Nigeria
  - Abuja (ambassade)
  - Lagos (consulat général)
- Sénégal
  - Dakar (ambassade)
- Soudan
  - Khartoum (ambassade)
- Tanzanie
  - Dar es Salaam (ambassade)
- Tchad
  - N'Djamena (bureau de l'ambassade)
- Tunisie
  - Tunis (ambassade)
- Zimbabwe
  - Harare (ambassade)

## Amérique
- Argentine
  - Buenos Aires (ambassade)
  - Bahía Blanca (consulat général)
  - Córdoba (consulat général)
  - Mendoza (consulat général)
  - Rosario (consulat général)
- Bolivie
  - La Paz (ambassade)
  - Santa Cruz de la Sierra (consulat général)
- Brésil
  - Brasília (ambassade)
  - Porto Alegre (consulat général)
  - Rio de Janeiro (consulat général)
  - Salvador (consulat général)
  - São Paulo (consulat général)
- Canada
  - Ottawa (ambassade)
  - Montréal (consulat général)
  - Toronto (consulat général)
- Chili
  - Santiago du Chili (ambassade)
- Colombie
  - Bogota (ambassade)
- Costa Rica
  - San José (ambassade)
- Cuba
  - La Havane (ambassade)
- République dominicaine
  - Saint-Domingue (ambassade)
- Équateur
  - Quito (ambassade)
  - Guayaquil (consulat général)
- États-Unis
  - Washington (ambassade)
  - Boston (consulat général)
  - Chicago (consulat général)
  - Houston (consulat général)
  - Los Angeles (consulat général)
  - Miami (consulat général)
  - New York (consulat général)
  - San Francisco (consulat général)
  - San Juan (consulat général)
- Guatemala
  - Guatemala ville (ambassade)
- Haïti
  - Port-au-Prince (ambassade)
- Honduras
  - Tegucigalpa (ambassade)
- Jamaïque
  - Kingston (ambassade)
- Mexique
  - Mexico (ambassade)
  - Guadalajara (consulat général)
  - Monterrey (consulat général)
- Nicaragua
  - Managua (ambassade)
- Panama
  - Panamá ville (ambassade)
- Paraguay
  - Asuncion (ambassade)
- Pérou
  - Lima (ambassade)
- Salvador
  - San Salvador (ambassade)
- Trinité-et-Tobago
  - Port-d'Espagne (ambassade)
- Uruguay
  - Montevideo (ambassade)
- Venezuela
  - Caracas (ambassade)

## Asie
- Arabie saoudite
  - Riyad (ambassade)
- Arménie
  - Erevan (bureau de l'ambassade)
- Azerbaïdjan
  - Bakou (ambassade)
- Bangladesh
  - Dhâkâ (ambassade)
- Birmanie
  - Rangoun (Ambassade)
- Chine
  - Pékin (ambassade)
  - Canton (consulat général)
  - Hong Kong (consulat général)
  - Shanghai (consulat général)
- Corée du Sud
  - Séoul (ambassade)
- Émirats arabes unis
  - Abou Dabi (ambassade)
- Géorgie
  - Tbilissi (bureau de l'ambassade)
- Inde
  - New Delhi (ambassade)
  - Bombay (consulat général)
- Indonésie
  - Jakarta (ambassade)
- Irak
  - Bagdad (ambassade)
- Iran
  - Téhéran (ambassade)
- Israël
  - Tel Aviv (ambassade)
  - Jérusalem (consulat général)
- Japon
  - Tokyo (ambassade)
- Jordanie
  - Amman (ambassade)
- Kazakhstan
  - Astana (ambassade)
- Koweït
  - Koweït ville (ambassade)
- Liban
  - Beyrouth (ambassade)
- Malaisie
  - Kuala Lumpur (ambassade)
- Oman
  - Mascate (ambassade)
- Pakistan
  - Islamabad (ambassade)
- Philippines
  - Manille (ambassade)
- Qatar
  - Doha (ambassade)
- Singapour
  - Singapour (ambassade)
- Syrie
  - Damas (ambassade)
- Taïwan
  - Taipei (bureau commercial)
- Thaïlande
  - Bangkok (ambassade)
- Turquie
  - Ankara (ambassade)
  - Istanbul (consulat général)
- Vietnam
  - Hanoï (ambassade)

## Europe
- Albanie
  - Tirana (ambassade)
- Allemagne
  - Berlin (ambassade)
  - Düsseldorf (consulat général)
  - Francfort (consulat général)
  - Hambourg (consulat général)
  - Hanovre (consulat général)
  - Munich (consulat général)
  - Stuttgart (consulat général)
- Andorre
  - Andorre-la-Vieille (ambassade)
- Autriche
  - Vienne (ambassade)
- Belgique
  - Bruxelles (ambassade)
- Bosnie-Herzégovine
  - Sarajevo (ambassade)
- Bulgarie
  - Sofia (ambassade)
- Chypre
  - Nicosie (ambassade)
- Croatie
  - Zagreb (ambassade)
- Danemark
  - Copenhague (ambassade)
- Estonie
  - Tallinn (ambassade)
- Finlande
  - Helsinki (ambassade)
- France
  - Paris (ambassade et consulat général)
  - Bayonne (consulat général)
  - Bordeaux (consulat général)
  - Lyon (consulat général)
  - Marseille (consulat général)
  - Montpellier (consulat général)
  - Pau (consulat général)
  - Perpignan (consulat général)
  - Strasbourg (consulat général)
  - Toulouse (consulat général)
- Grèce
  - Athènes (ambassade)
- Hongrie
  - Budapest (ambassade)
- Irlande
  - Dublin (ambassade)
- Italie
  - Rome (ambassade)
  - Milan (consulat général)
  - Naples (consulat général)
- Lettonie
  - Riga (ambassade)
- Lituanie
  - Vilnius (ambassade)
- Luxembourg
  - Luxembourg ville (ambassade)
- Macédoine du Nord
  - Skopje (ambassade)
- Malte
  - La Vallette (ambassade)
- Monténégro
  - Podgorica (bureau de l'ambassade)
- Norvège
  - Oslo (ambassade)
- Pays-Bas
  - La Haye (ambassade)
  - Amsterdam (consulat général)
- Pologne
  - Varsovie (ambassade)
- Portugal
  - Lisbonne (ambassade)
  - Porto (consulat général)
- République tchèque
  - Prague (ambassade)
- Roumanie
  - Bucarest (ambassade)
- Royaume-Uni
  - Londres (ambassade)
  - Édimbourg (consulat général)
- Russie
  - Moscou (ambassade)
  - Saint-Pétersbourg (consulat général)
- Serbie
  - Belgrade (ambassade)
- Slovaquie
  - Bratislava (ambassade)
- Slovénie
  - Ljubljana (ambassade)
- Suède
  - Stockholm (ambassade)
- Suisse
  - Berne (ambassade)
  - Genève (consulat général)
  - Zurich (consulat général)
- Ukraine
  - Kiev (ambassade)
- Vatican
  - Rome (ambassade)

## Océanie
- Australie
  - Canberra (ambassade)
  - Melbourne (consulat général)
  - Sydney (consulat général)
- Nouvelle-Zélande
  - Wellington (ambassade)

## Organisations internationales
- Bruxelles  (mission permanente auprès de l'Union européenne)
- Genève  (mission permanente auprès de l'Organisation des Nations unies)
- Montréal (mission permanente auprès de l'Organisation de l'aviation civile internationale)
- New York (mission permanente auprès de l'Organisation des Nations unies)
- Paris (mission permanente auprès de l'OCDE)
- Paris (mission permanente auprès de l'UNESCO)
- Rome (mission permanente auprès de l'Organisation des Nations unies pour l'alimentation et l'agriculture)
- Strasbourg (mission permanente auprès de l'Conseil de l'Europe)
- Vienne (mission permanente auprès de l'Organisation des Nations unies)

## Galerie

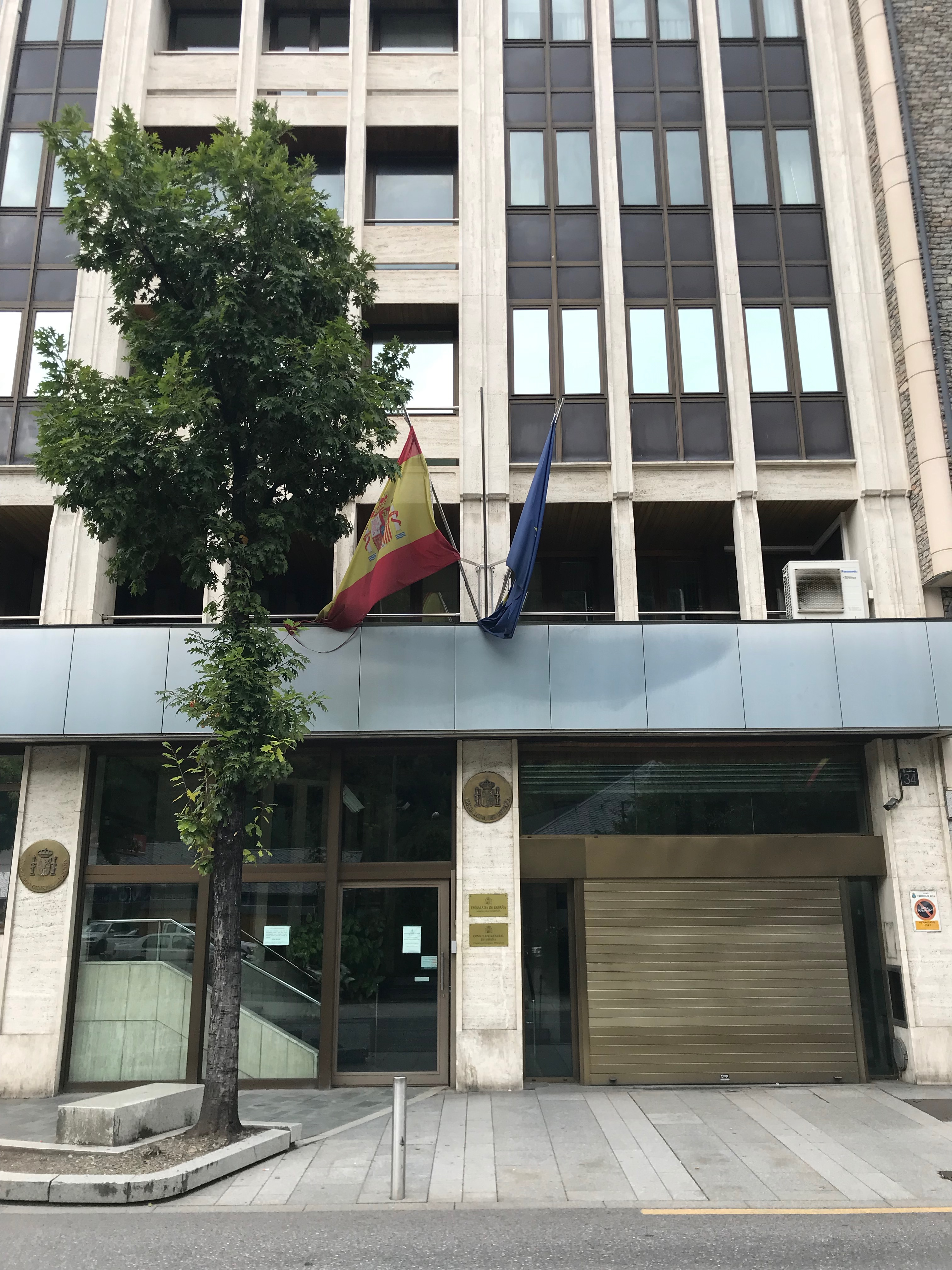
Ambassade à Andorre-la-Vieille.
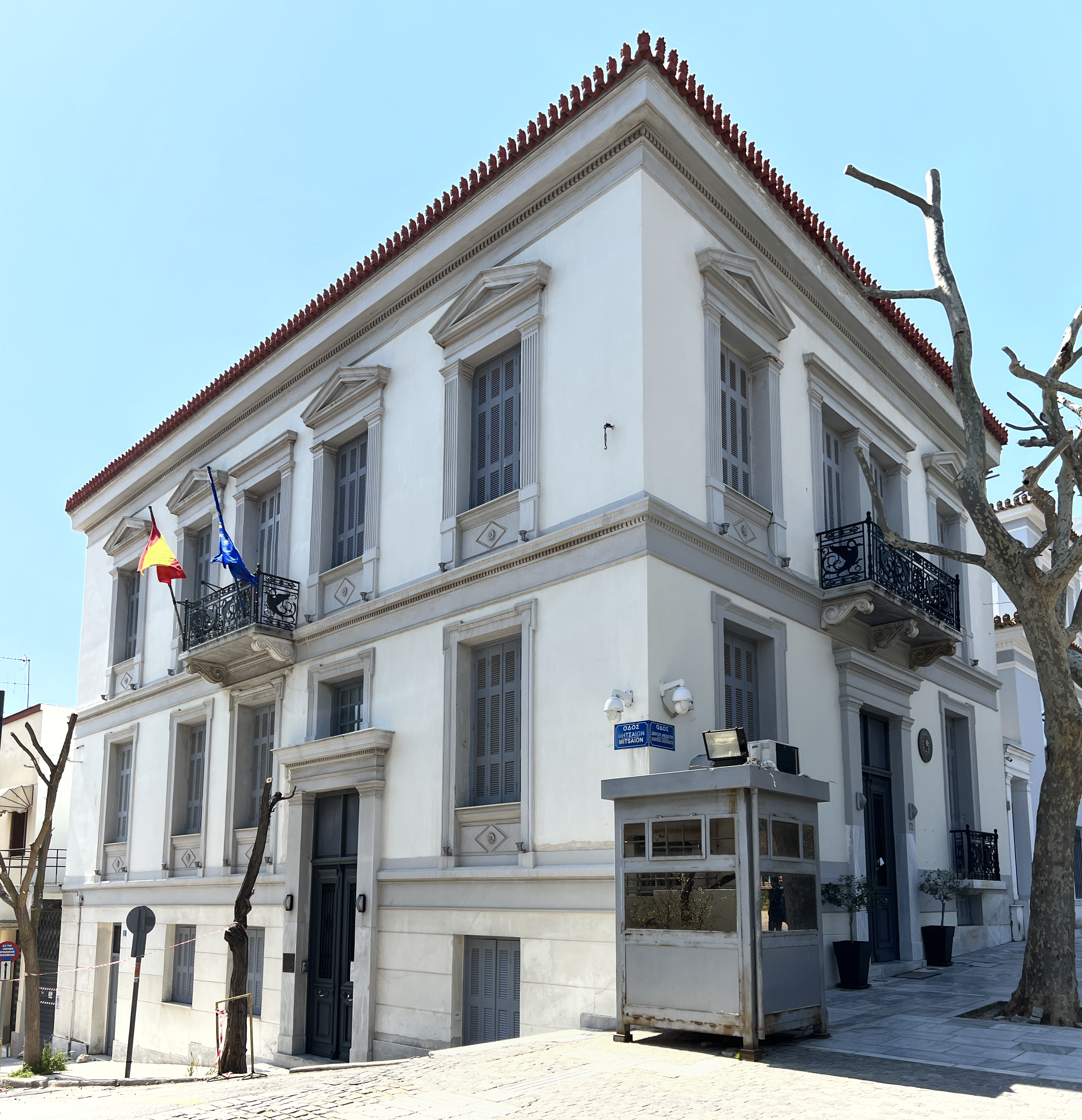
Ambassade à Athènes.
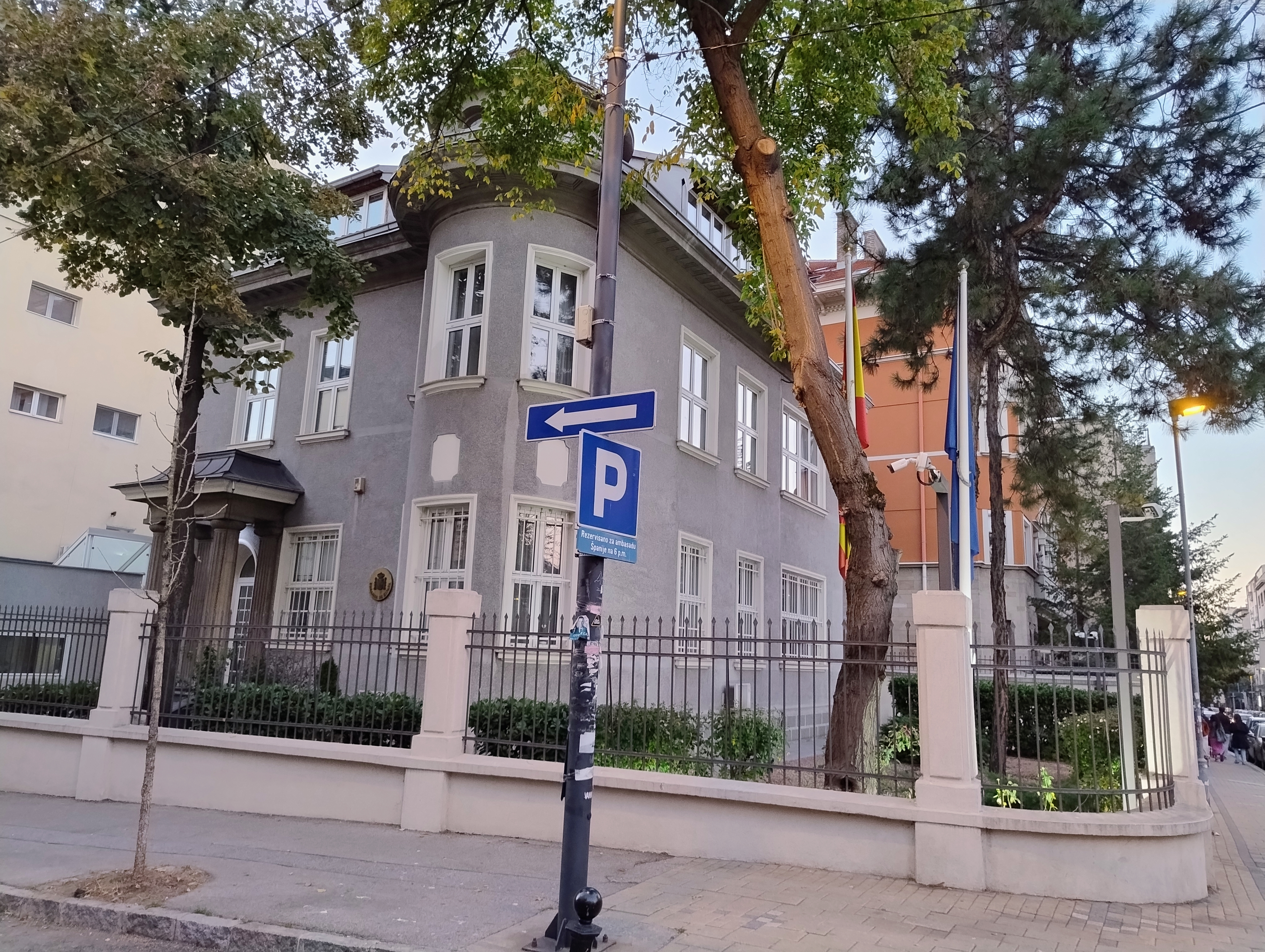
Ambassade à Belgrade.
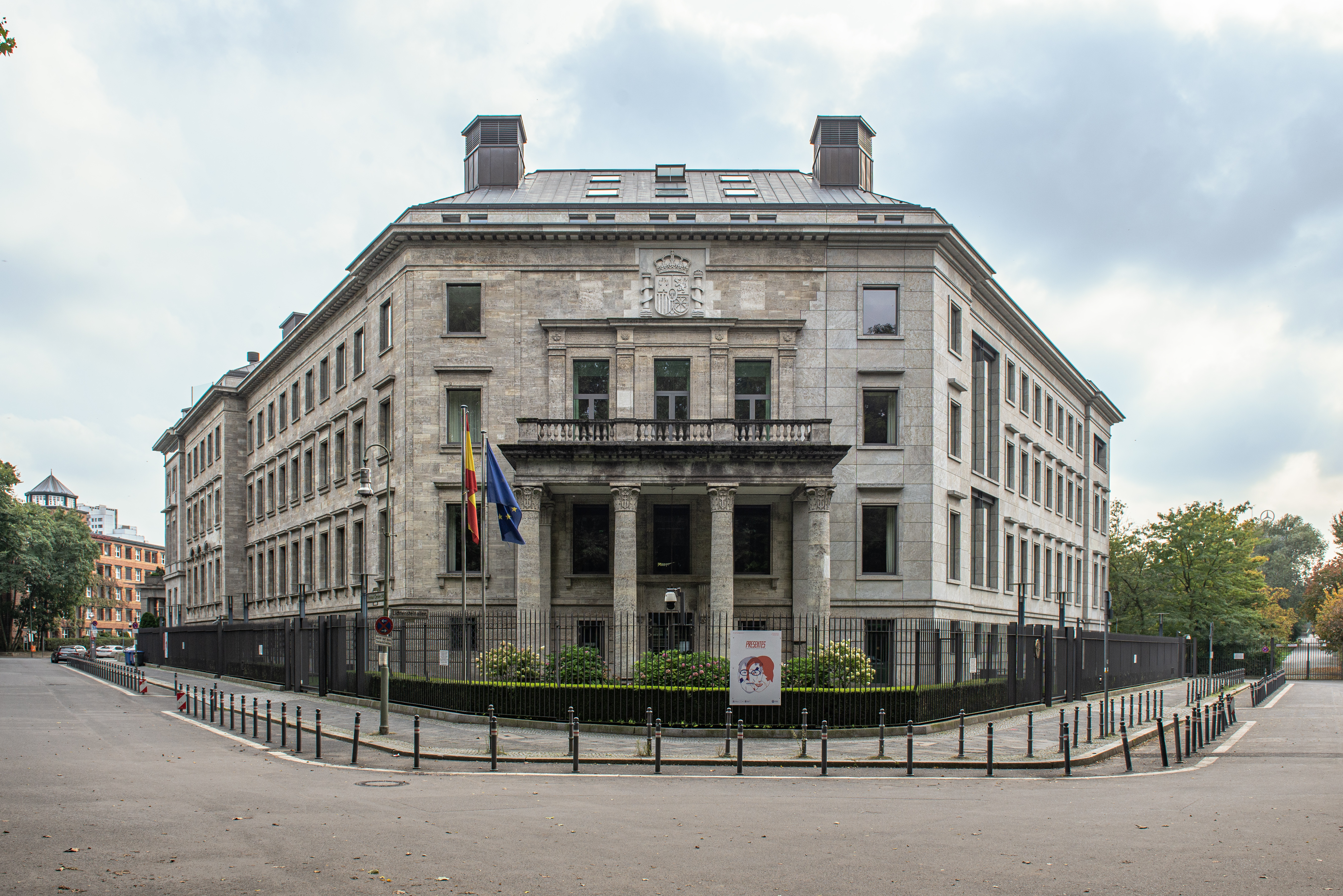
Ambassade à Berlin.
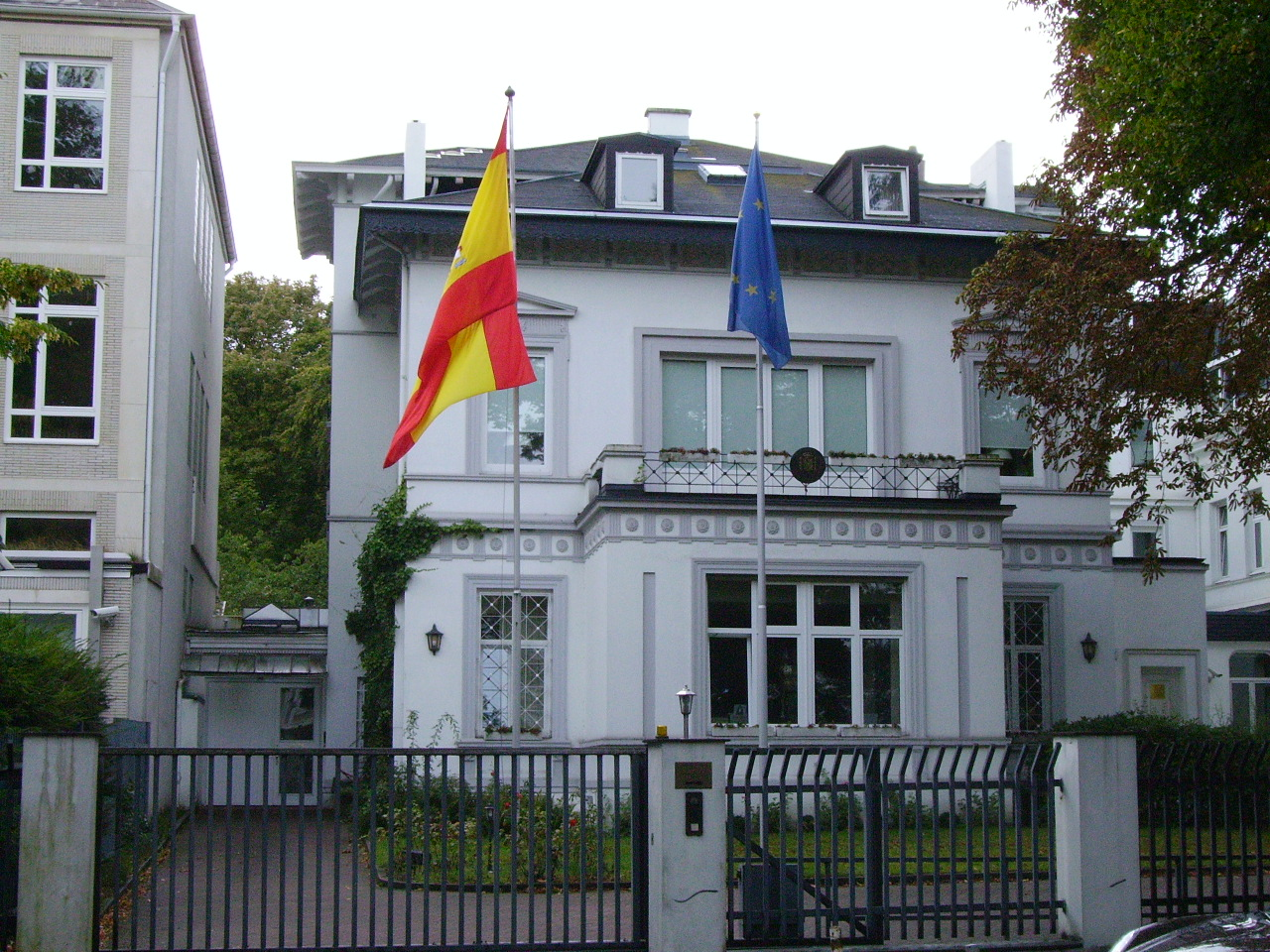
Consulat général à Hambourg.
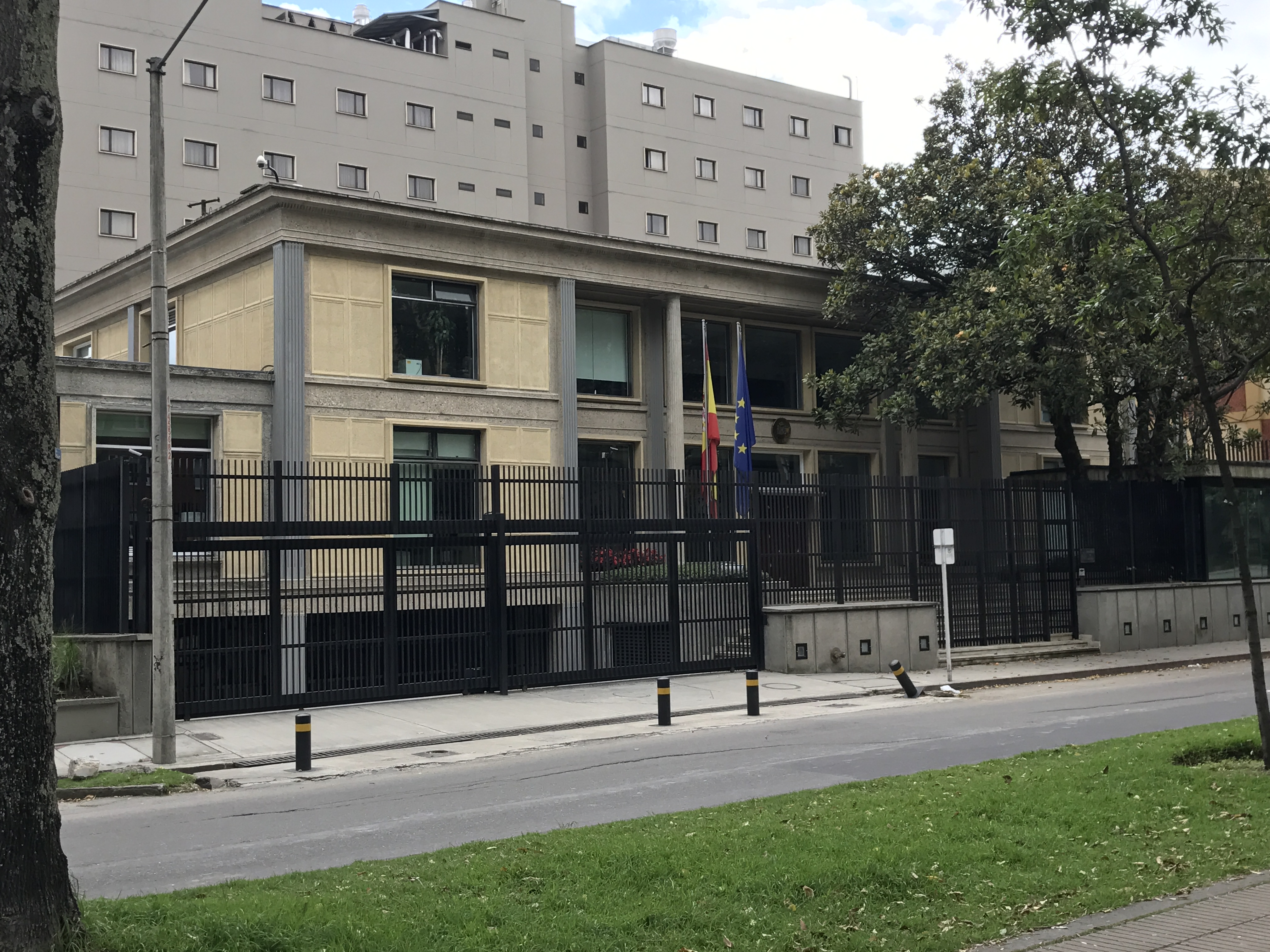
Ambassade à Bogota.
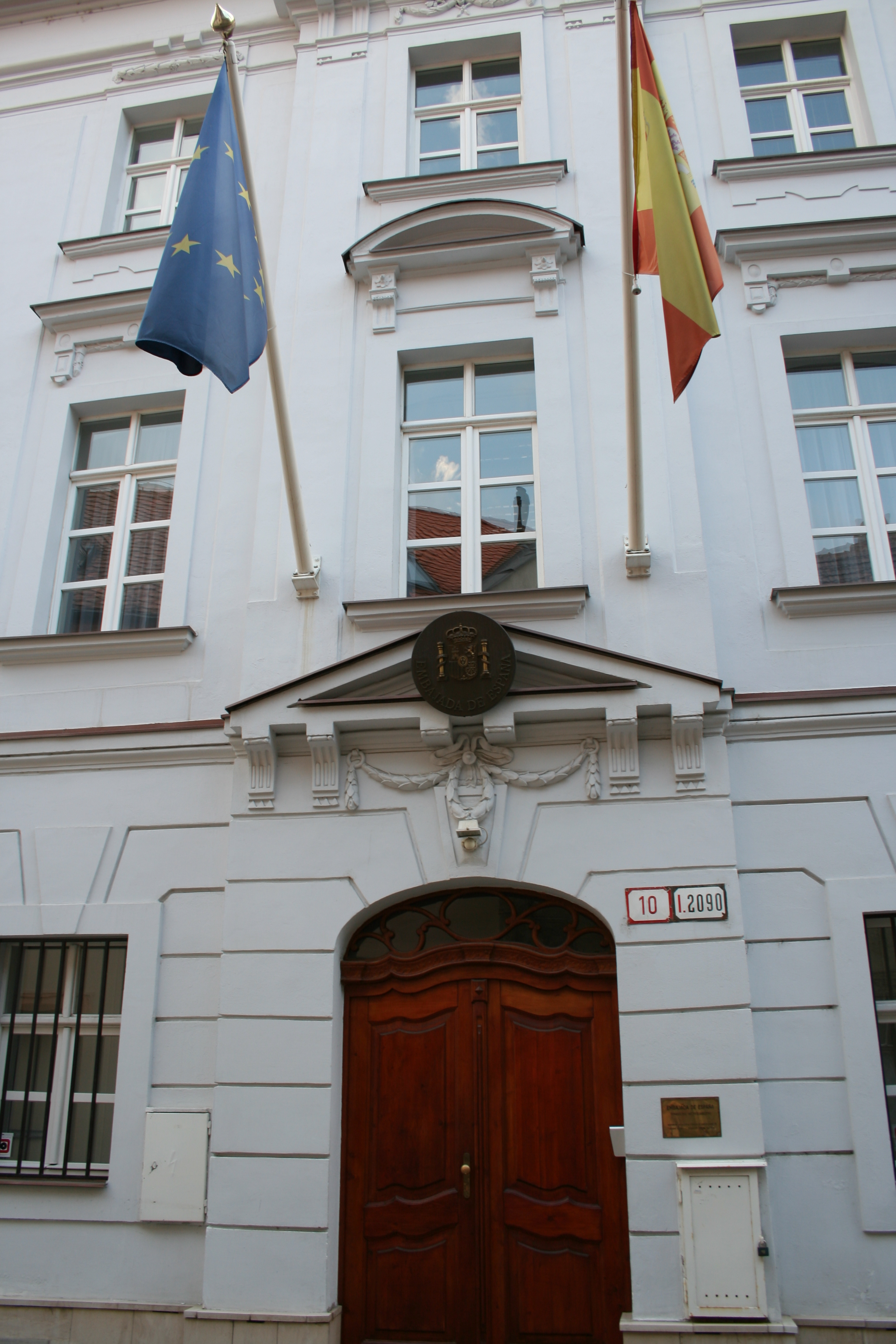
Ambassade à Bratislava.
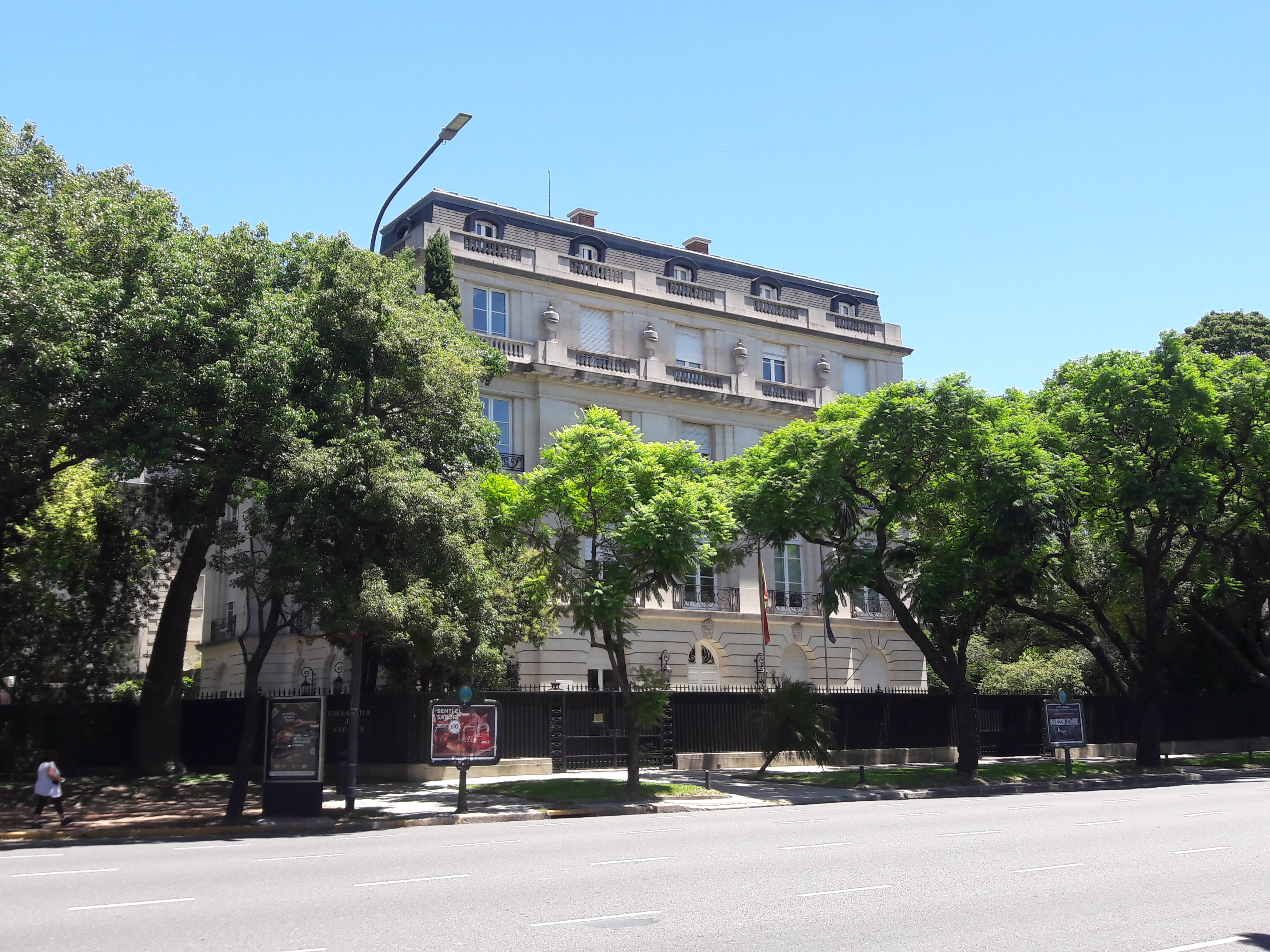
Ambassade à Buenos Aires.
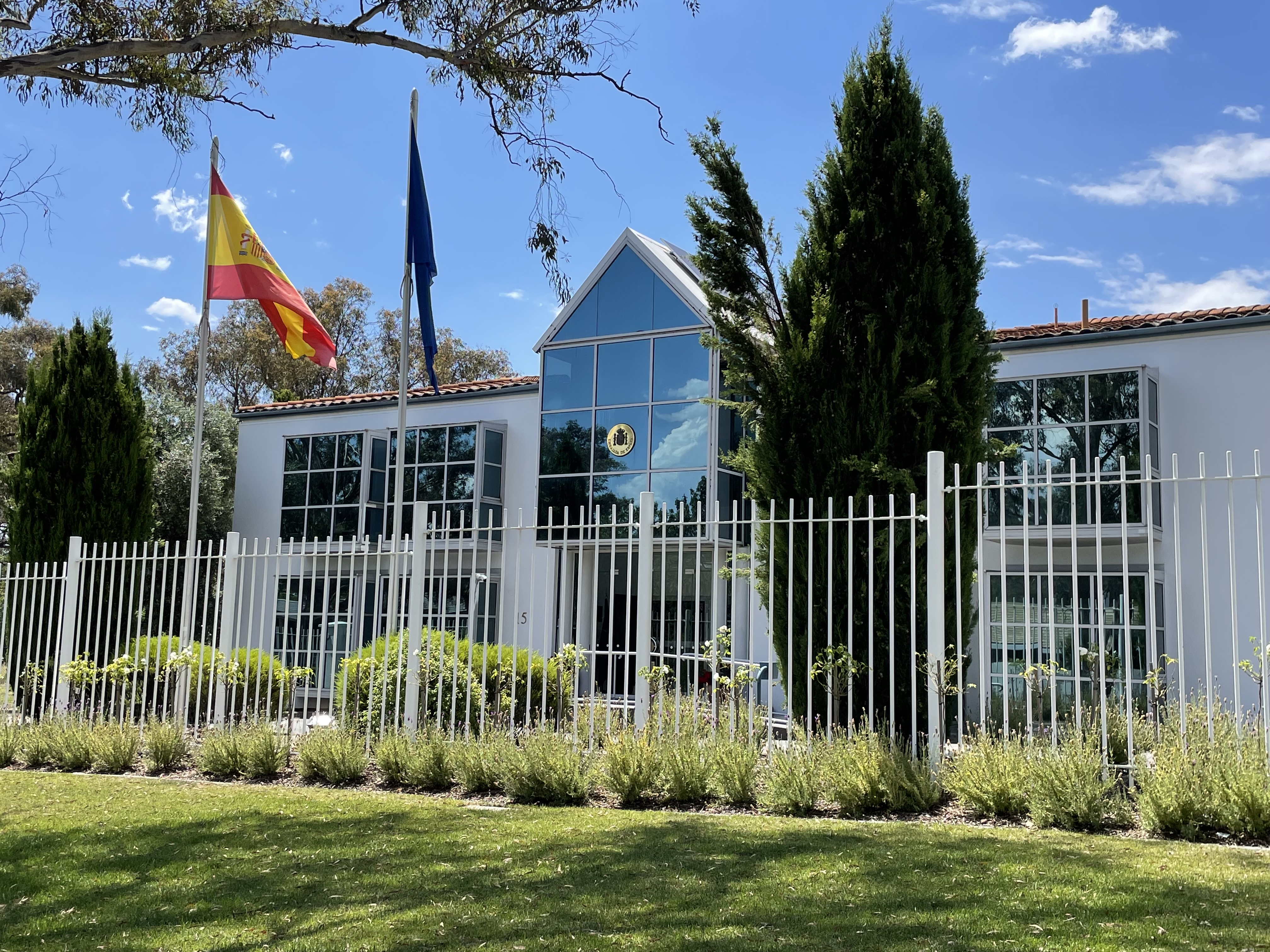
Ambassade à Canberra.
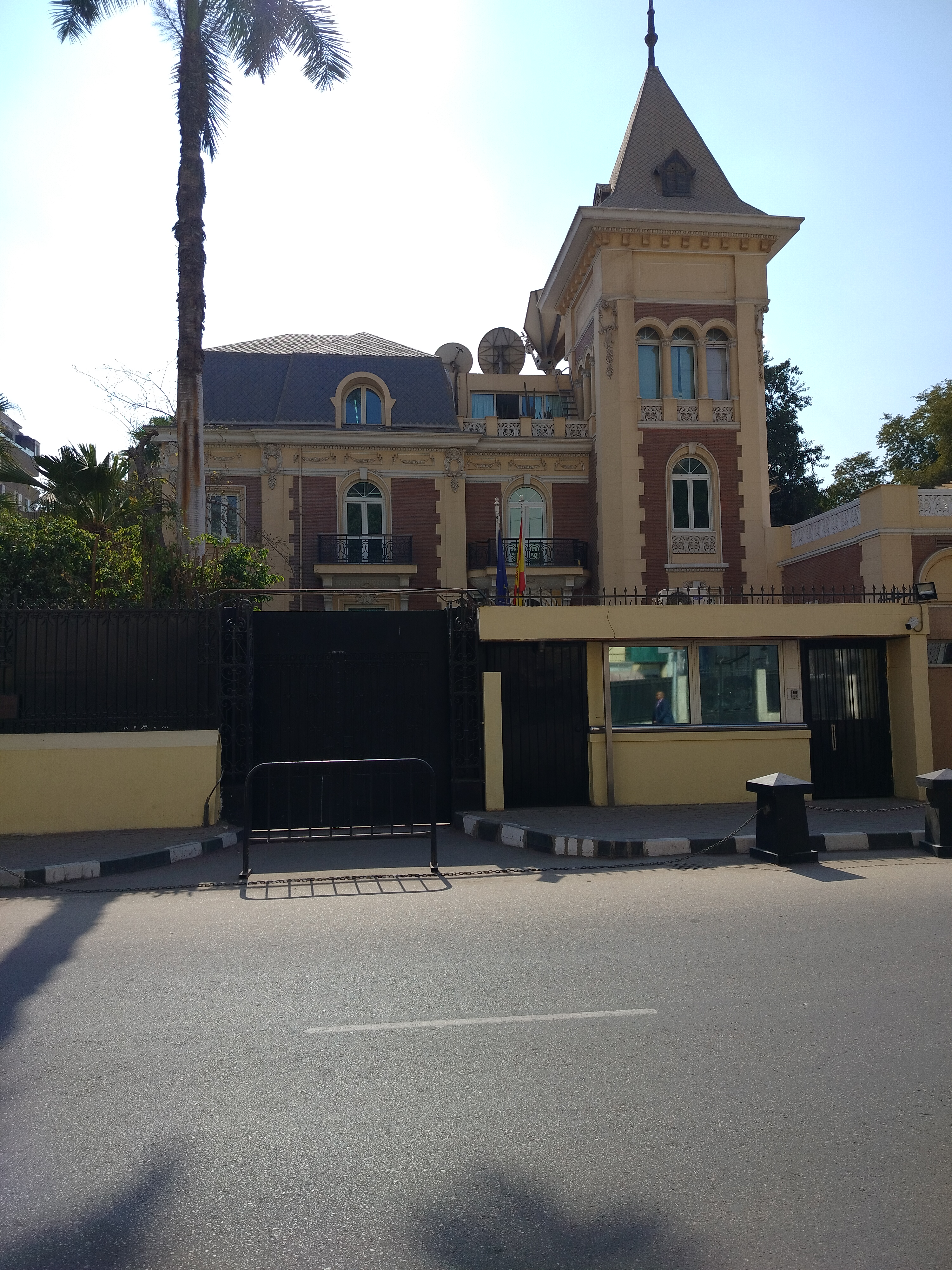
Ambassade à Le Caire.
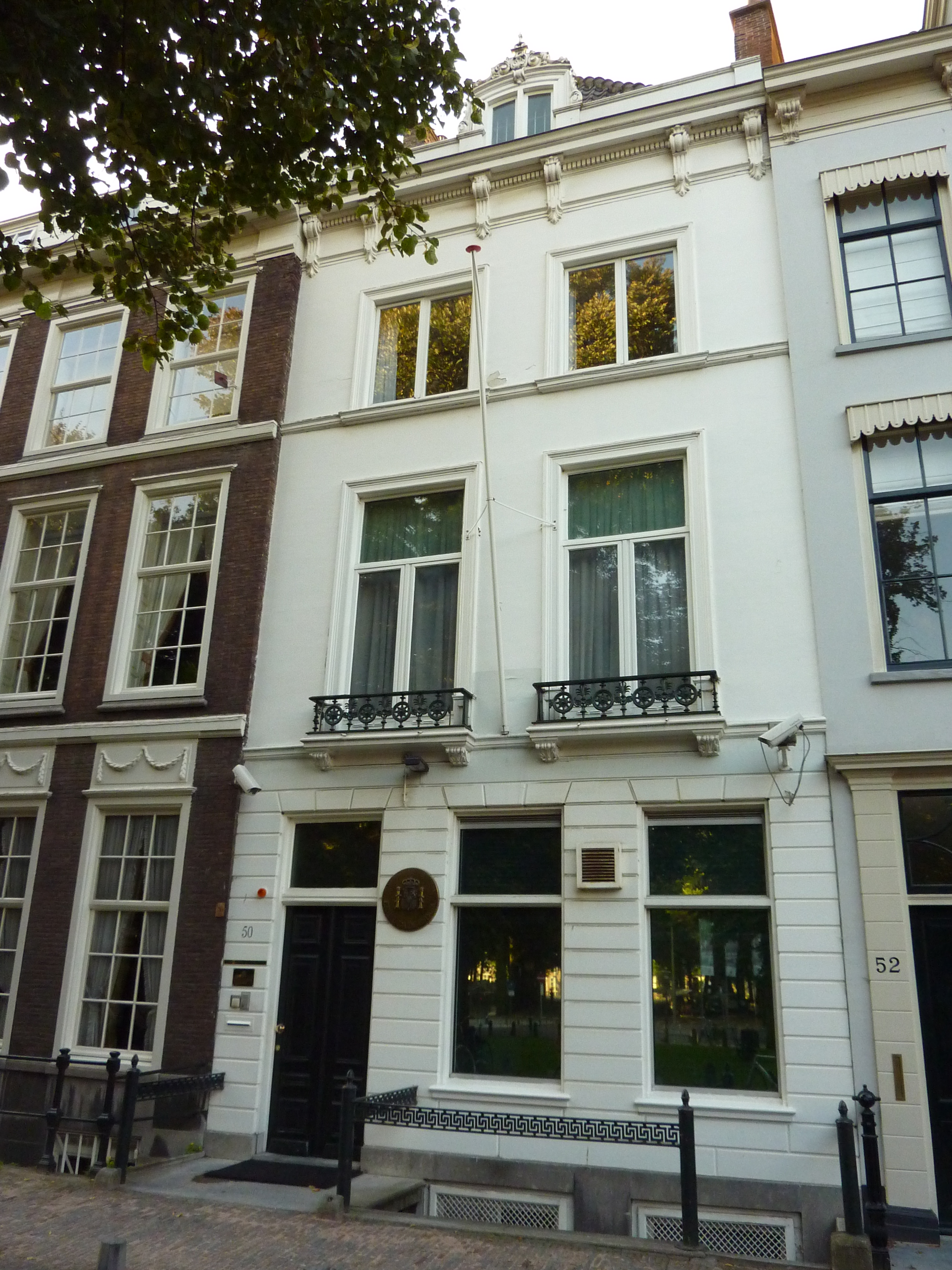
Ambassade à La Haye.
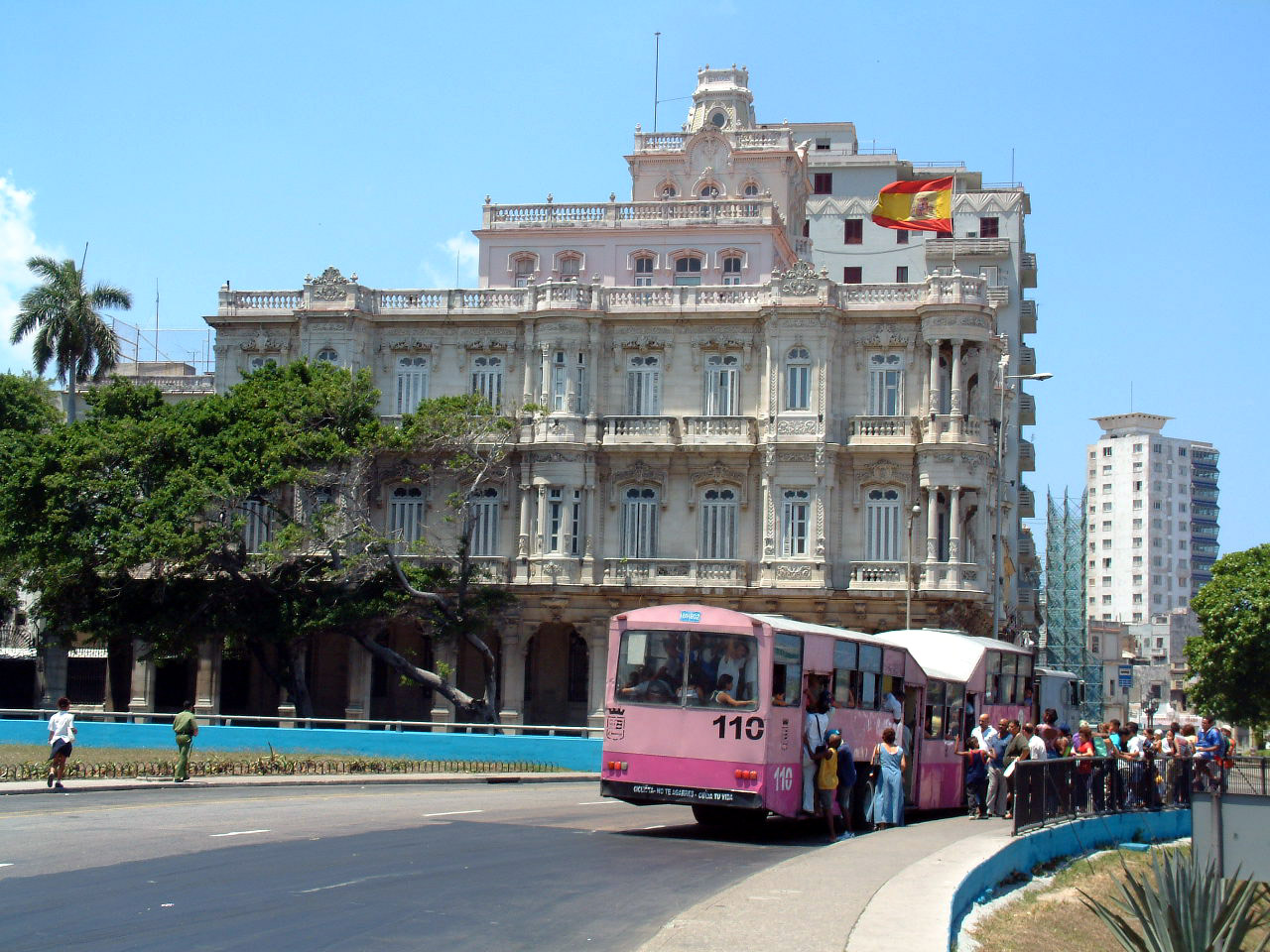
Ambassade à La Havane.
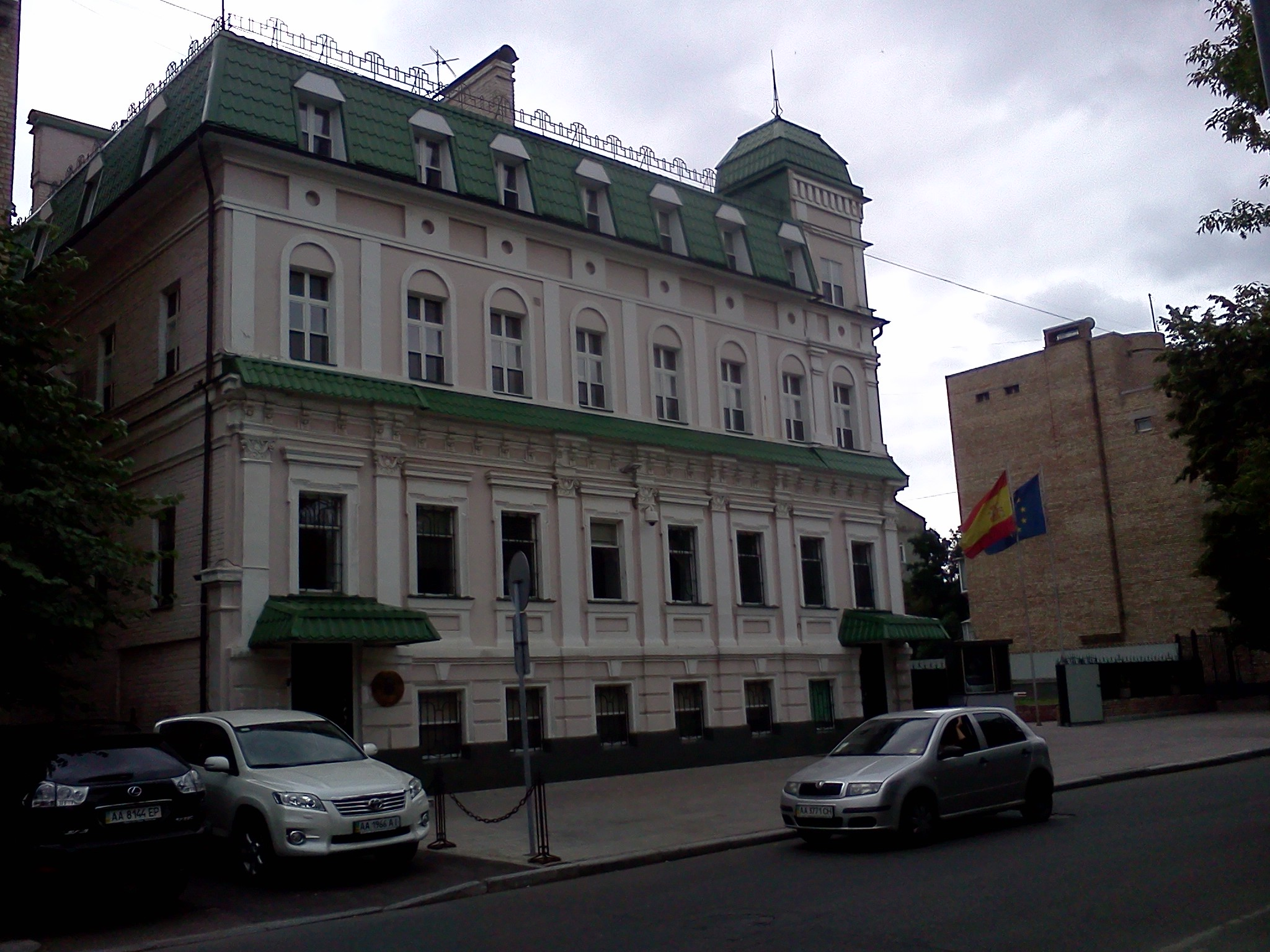
Ambassade à Kiev.
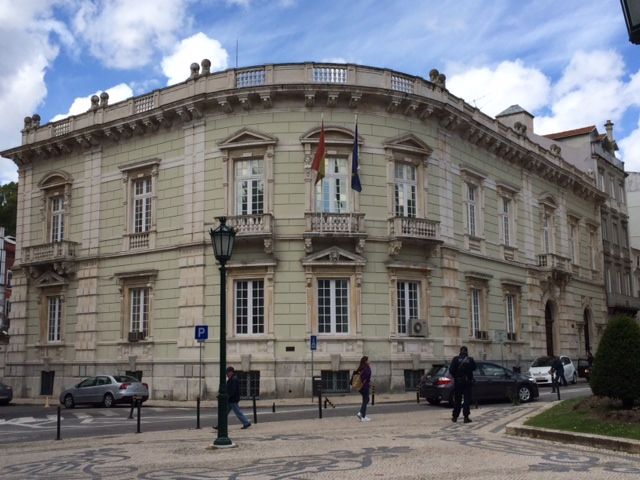
Ambassade à Lisbonne.
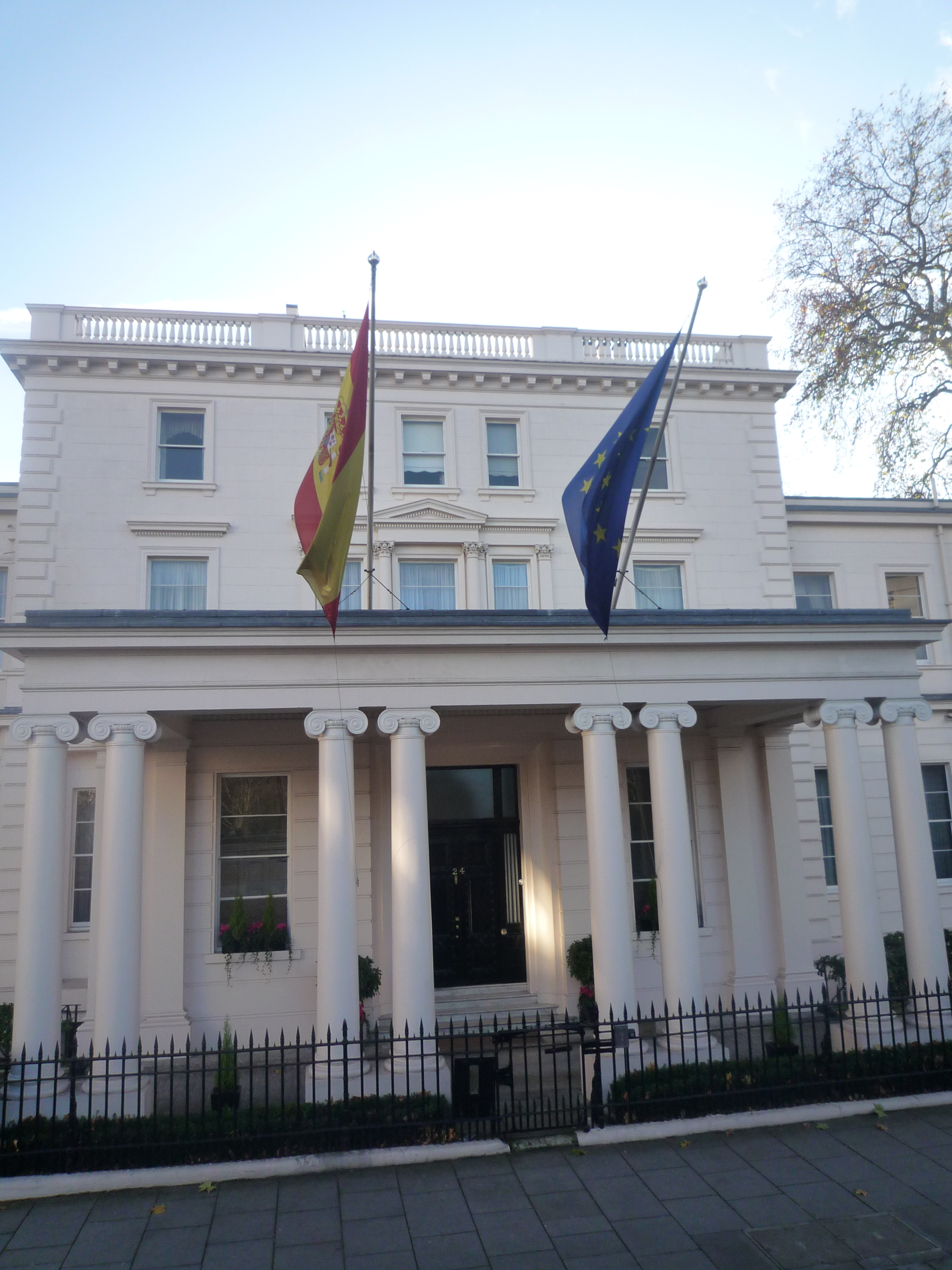
Ambassade à Londres.
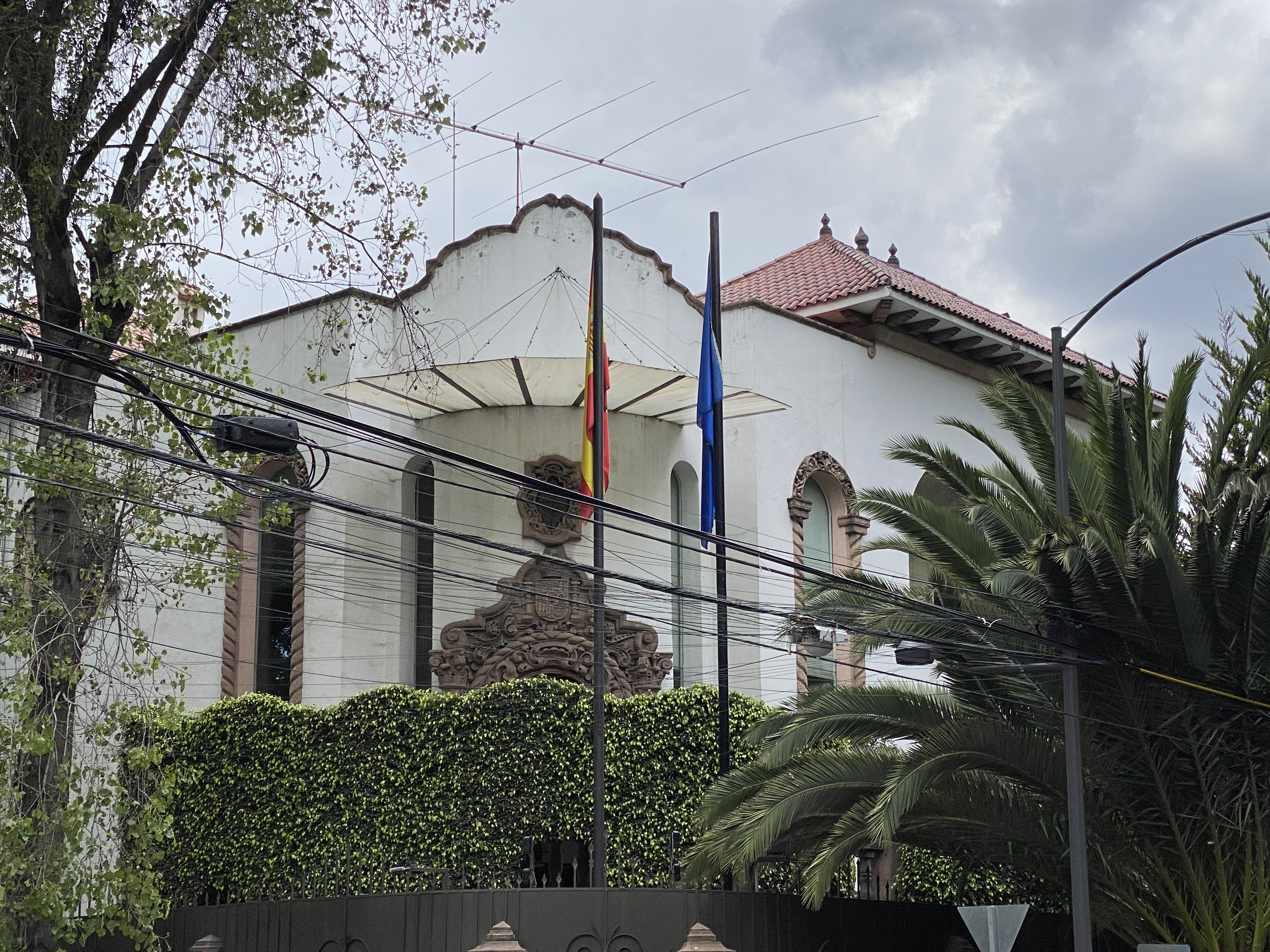
Ambassade à Mexico.
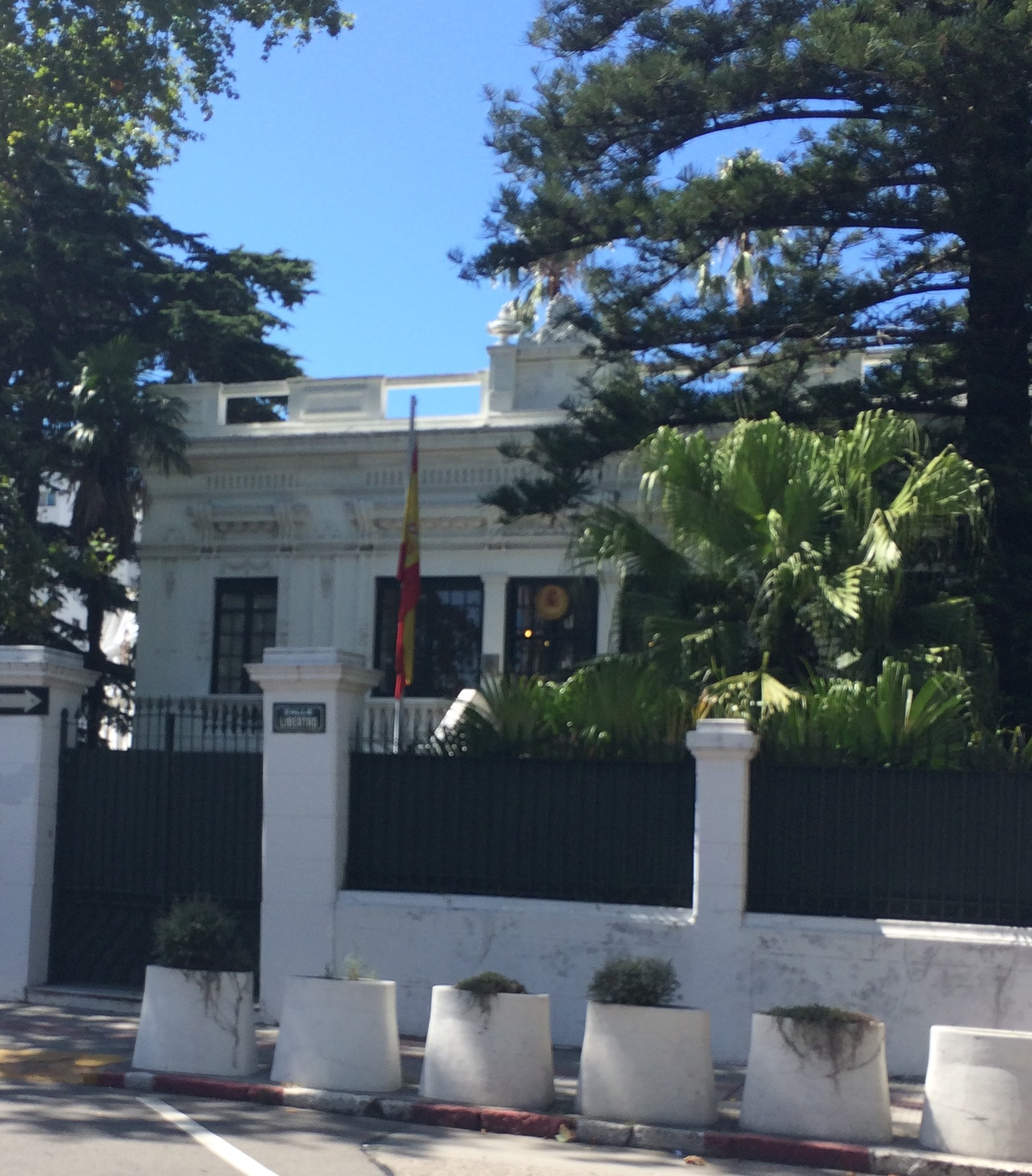
Ambassade à Montevideo.
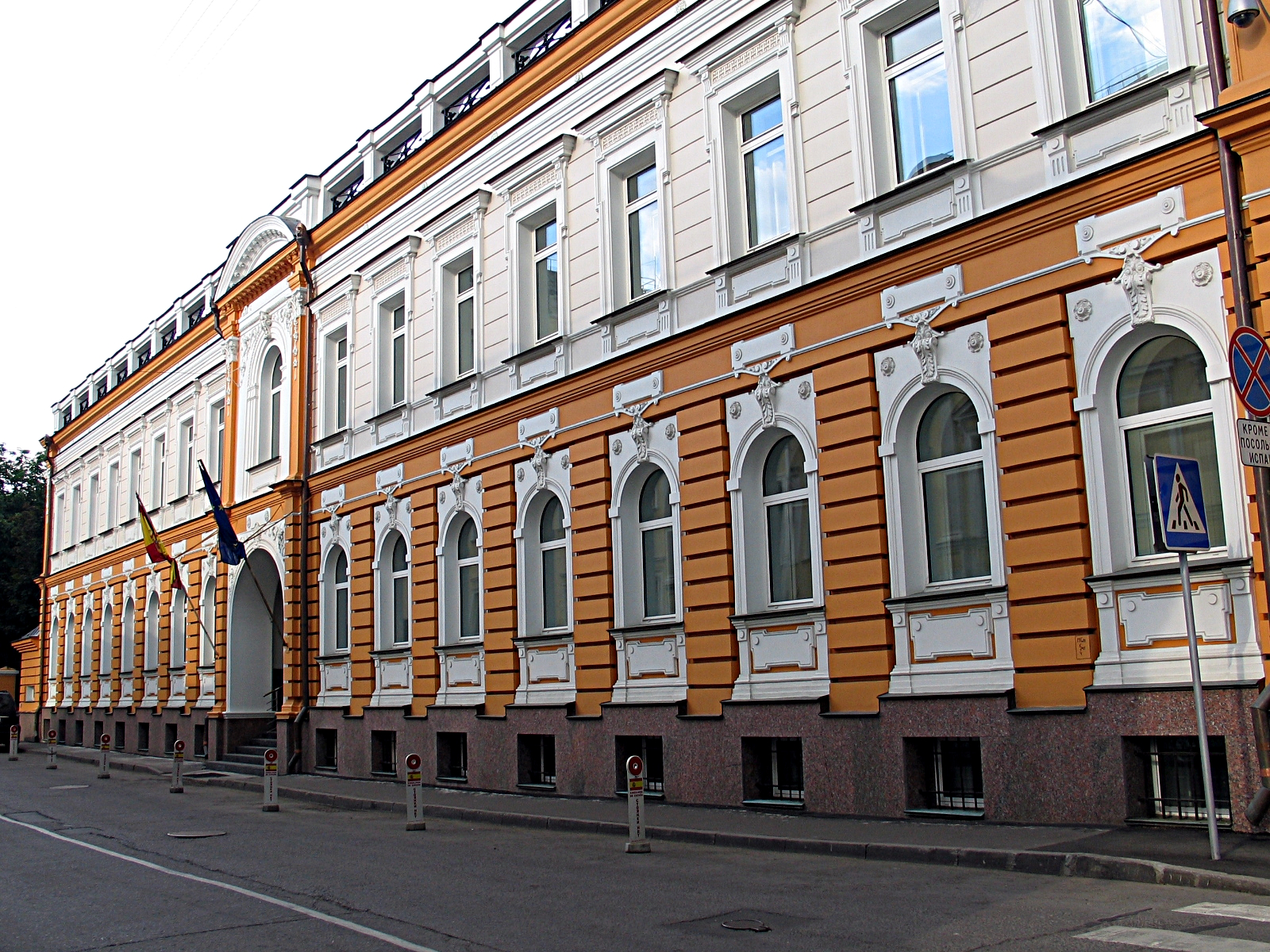
Ambassade à Moscou.
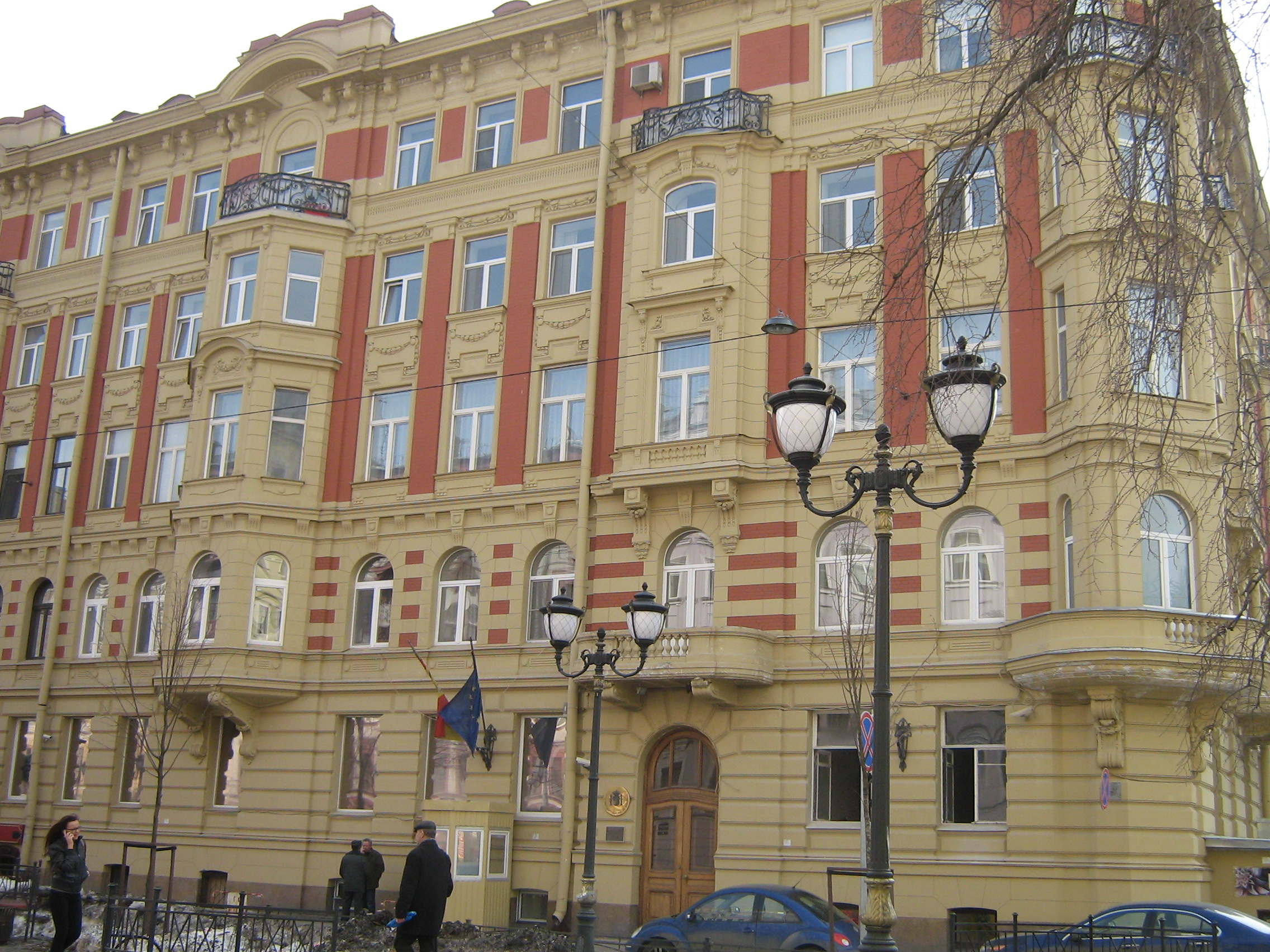
Consulat général à Saint-Pétersbourg.
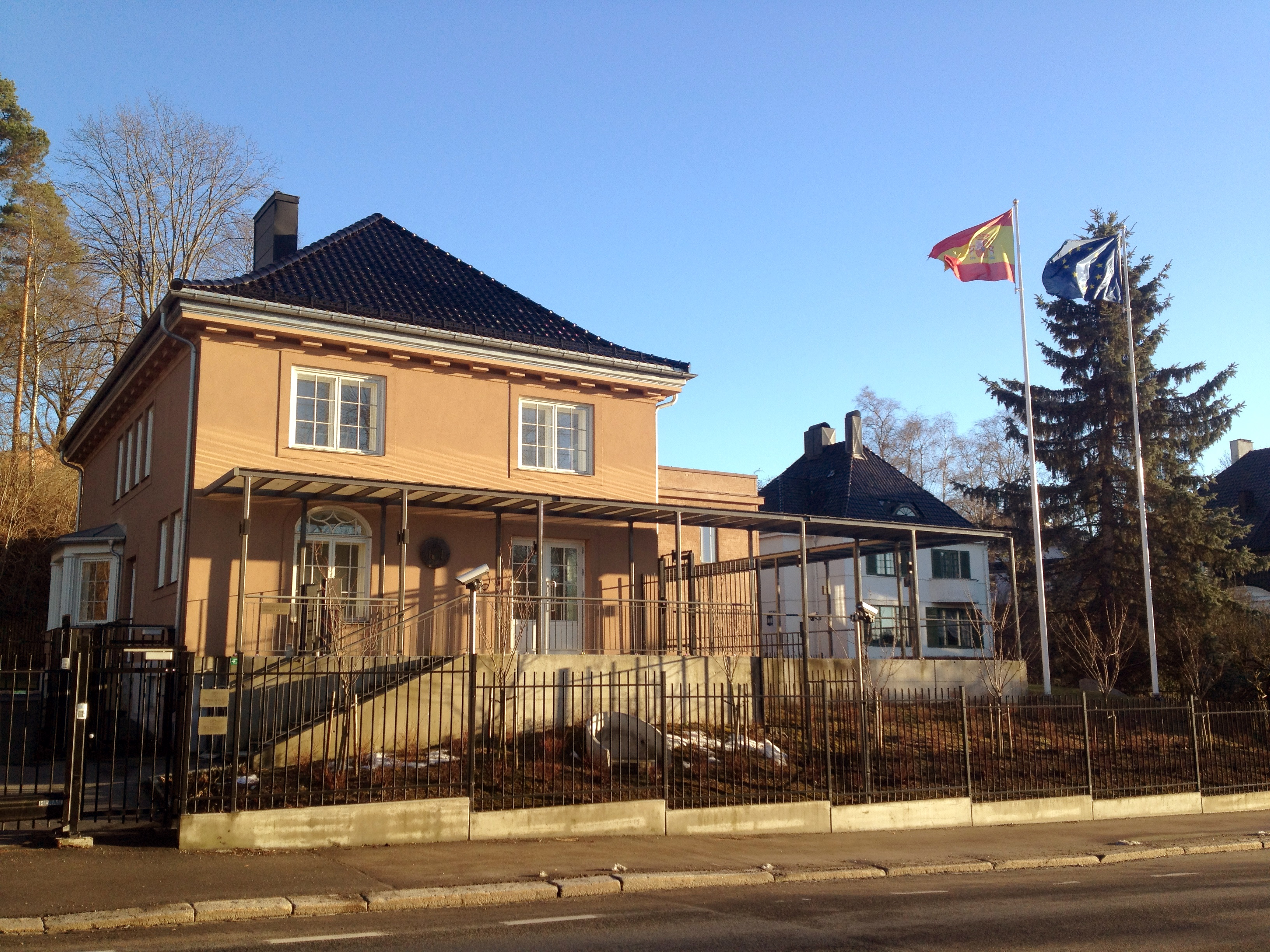
Ambassade à Oslo.
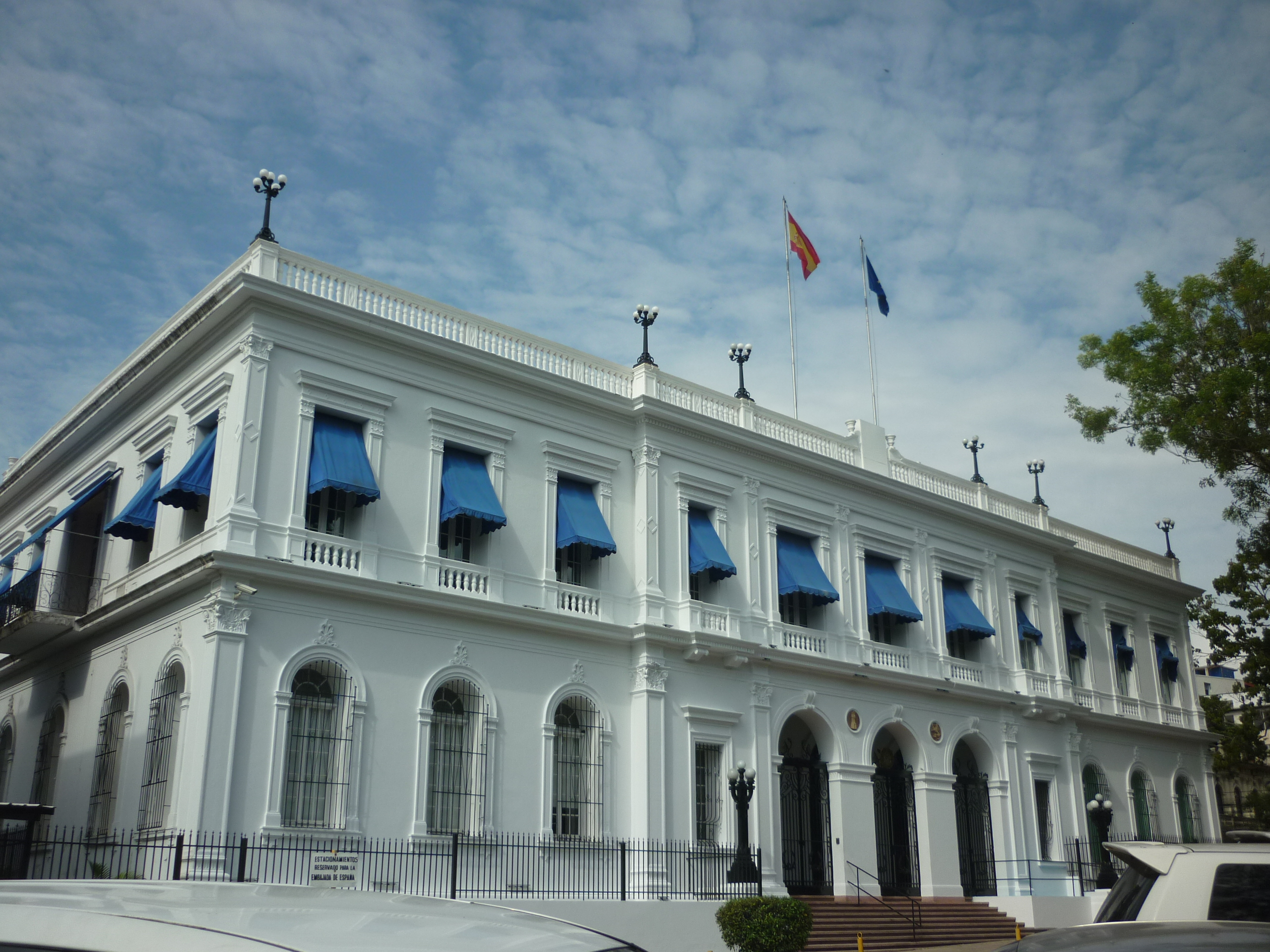
Ambassade à Panamá.
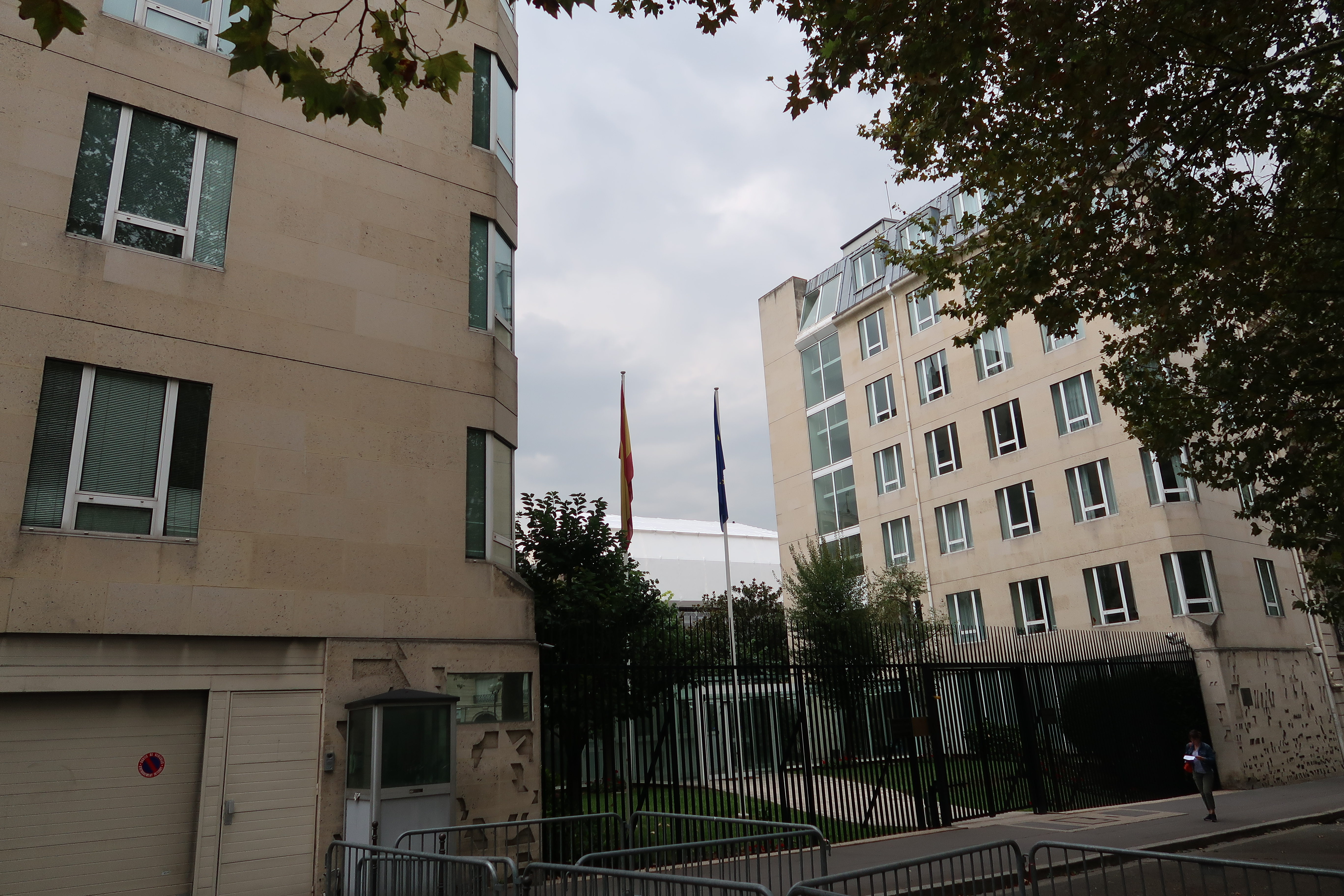
Ambassade à Paris.
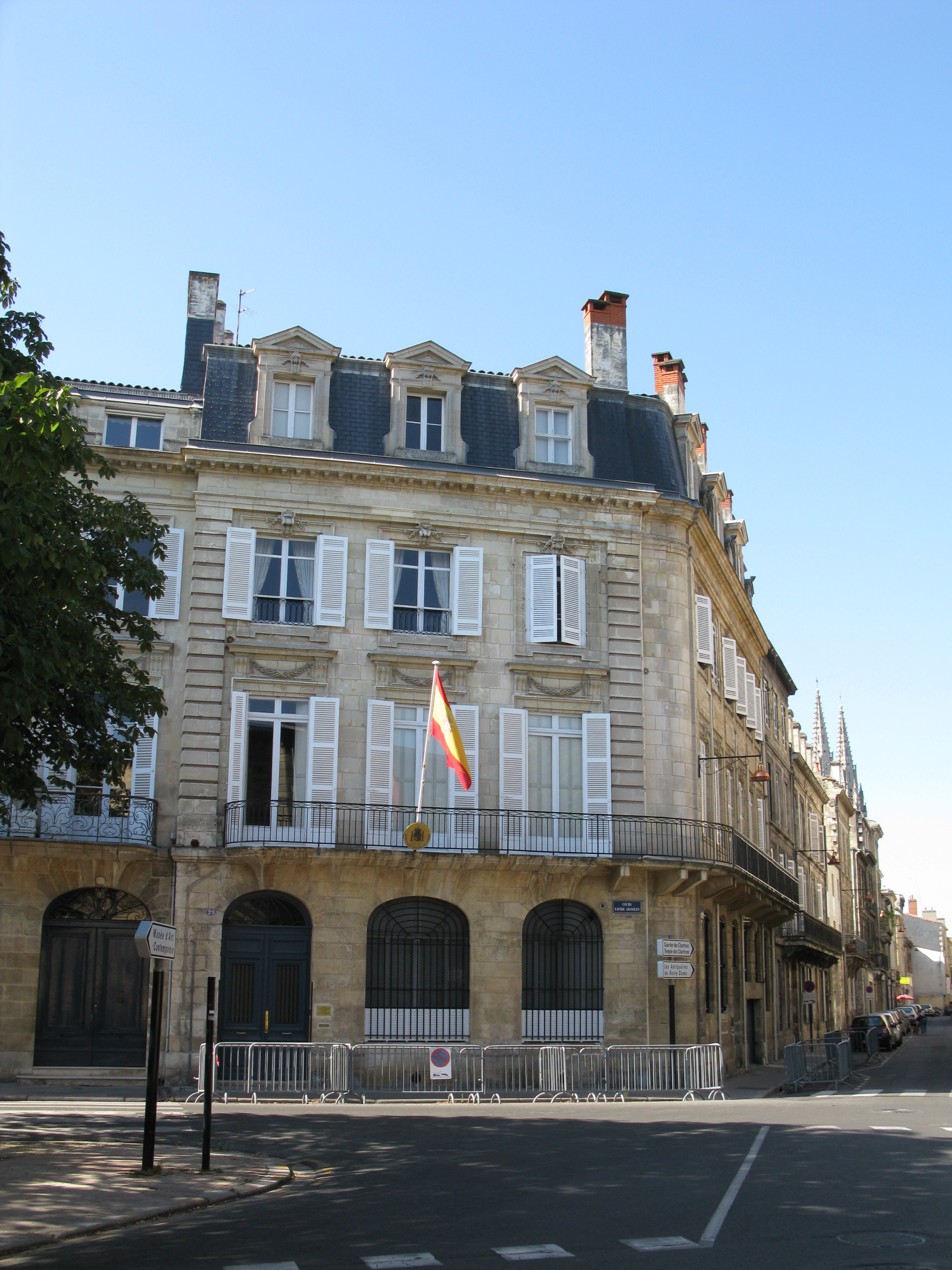
Consulat général à Bordeaux.
Consulat général à Bayonne.
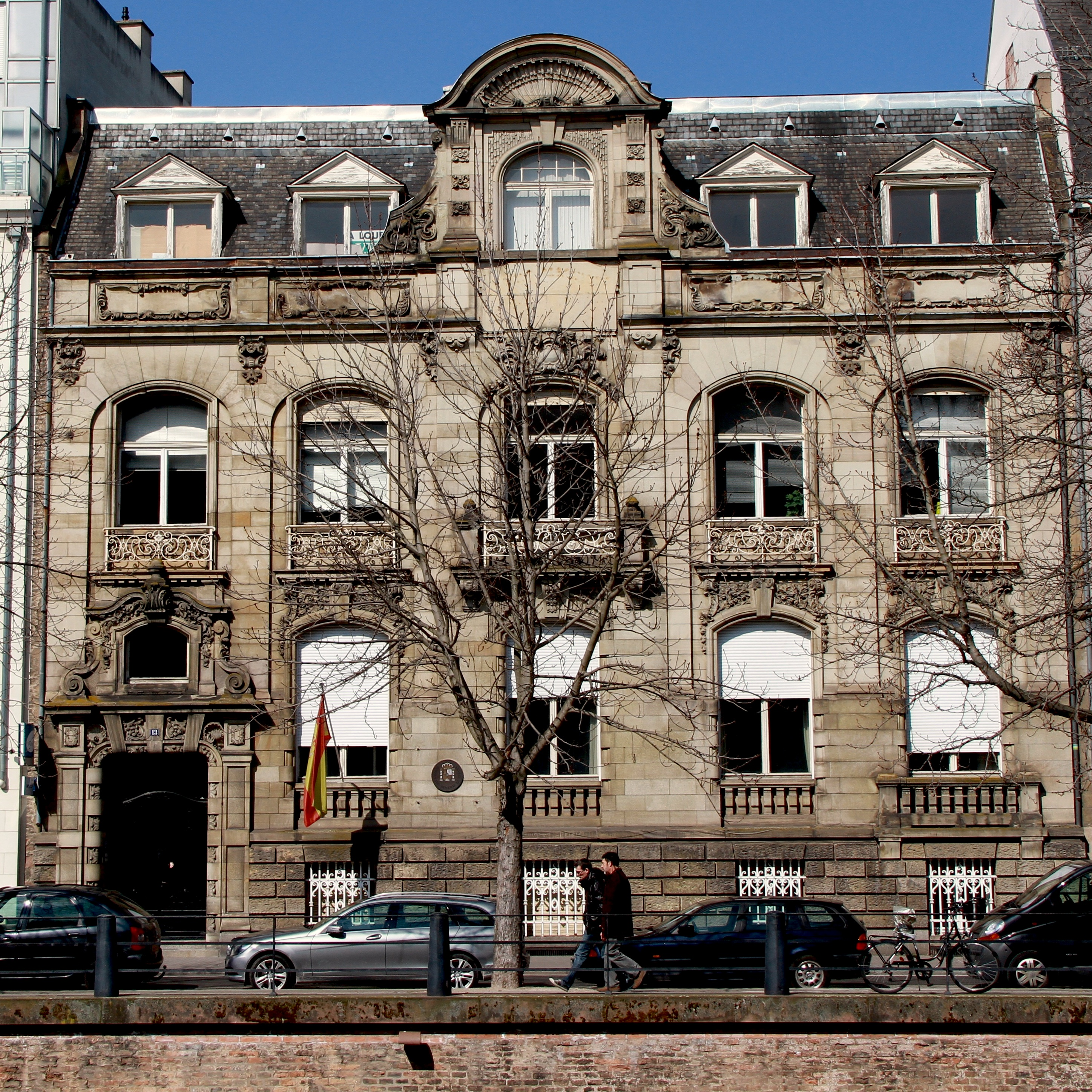
Consulat général à Strasbourg.
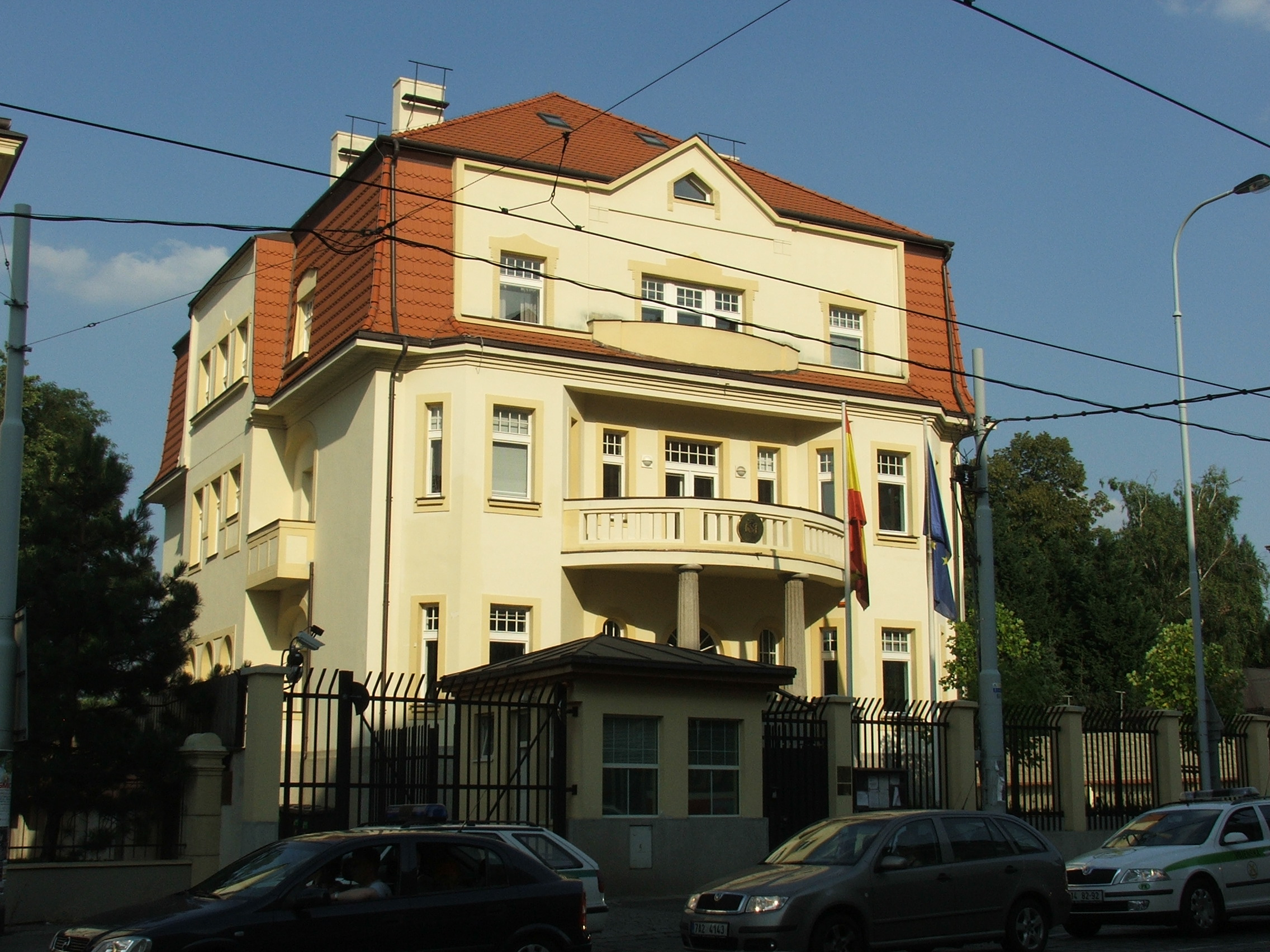
Ambassade à Prague.
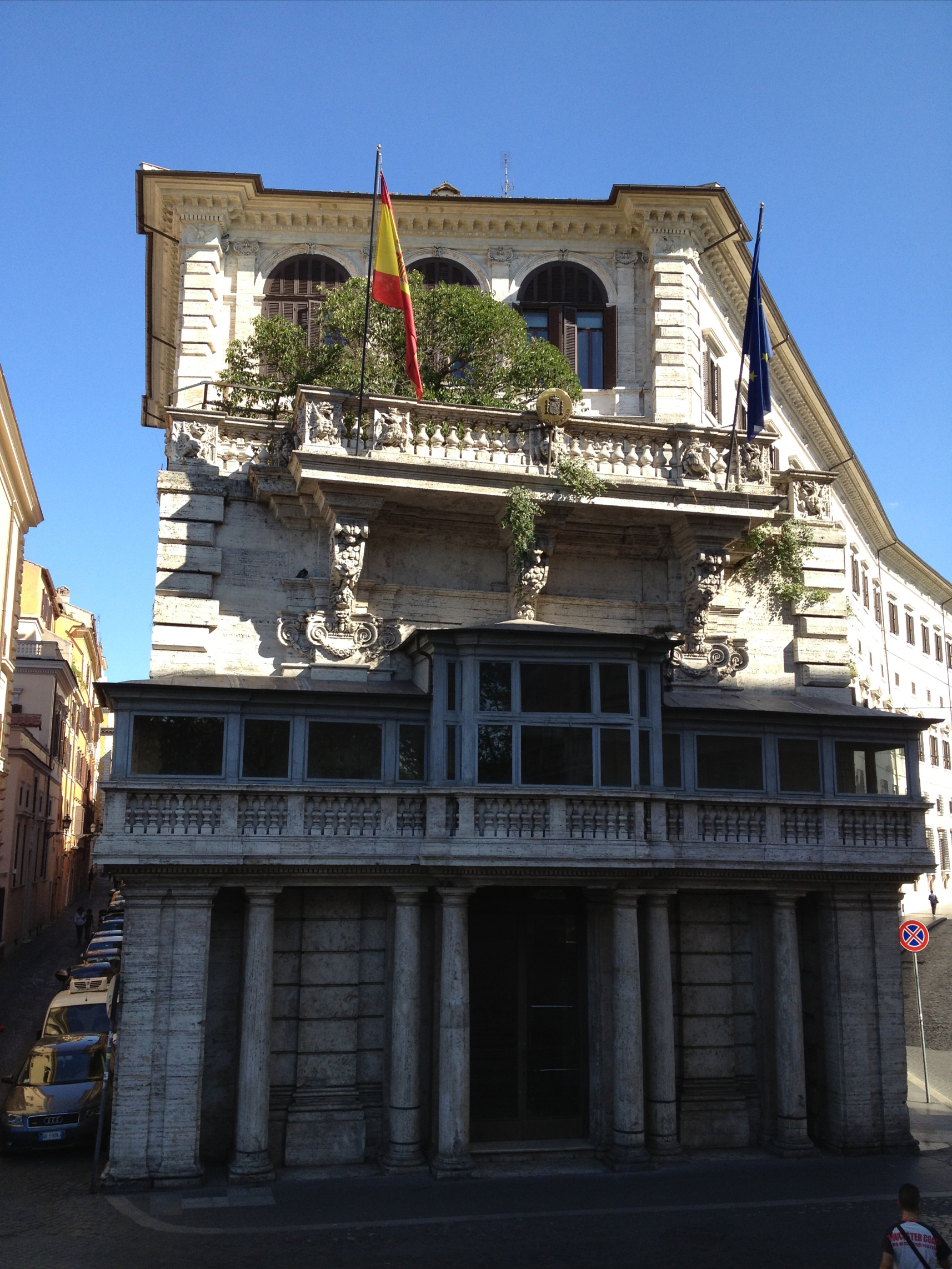
Ambassade à Rome.
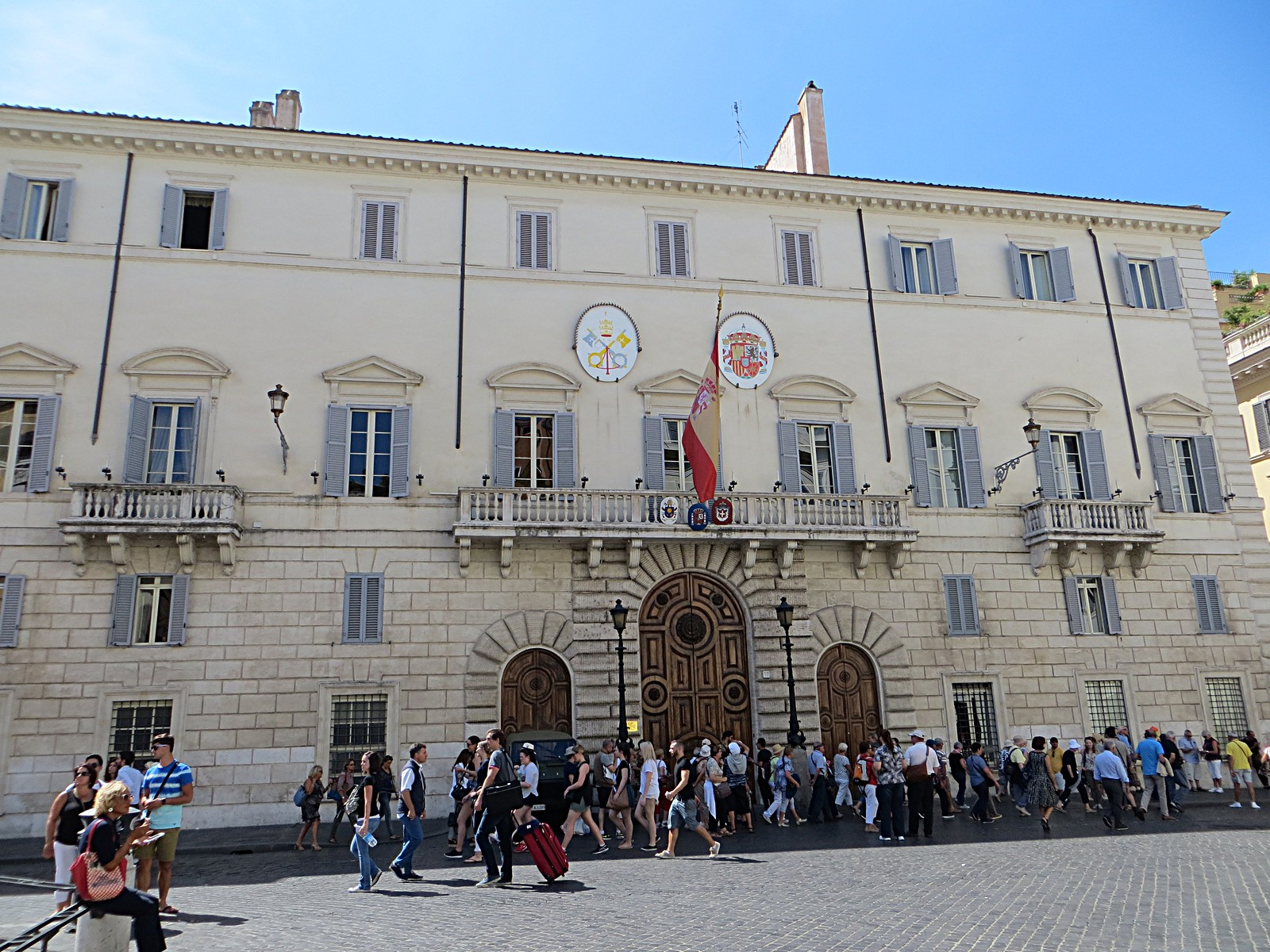
Ambassade au Saint-Siège (Vatican) à Rome.
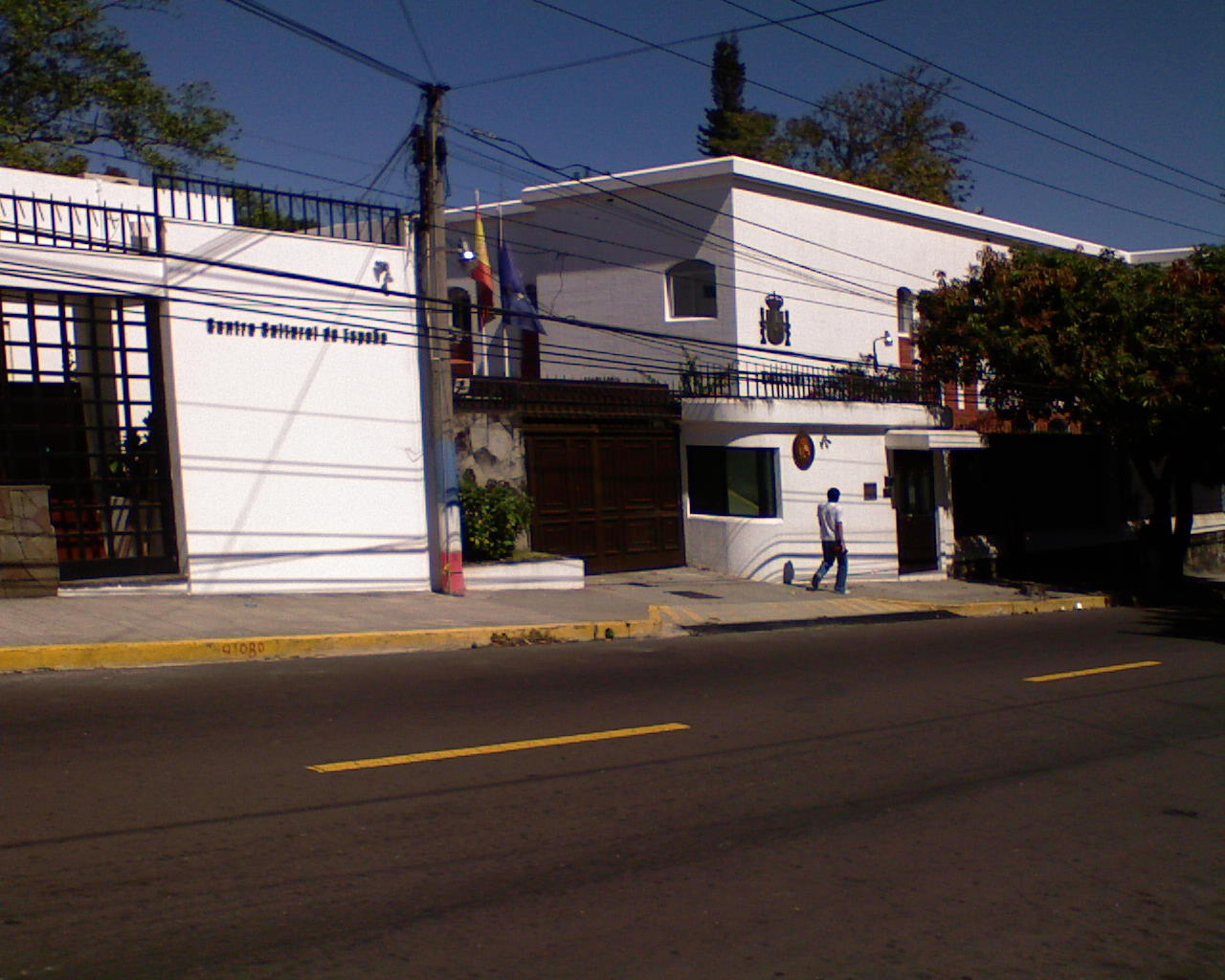
Ambassade à San Salvador.
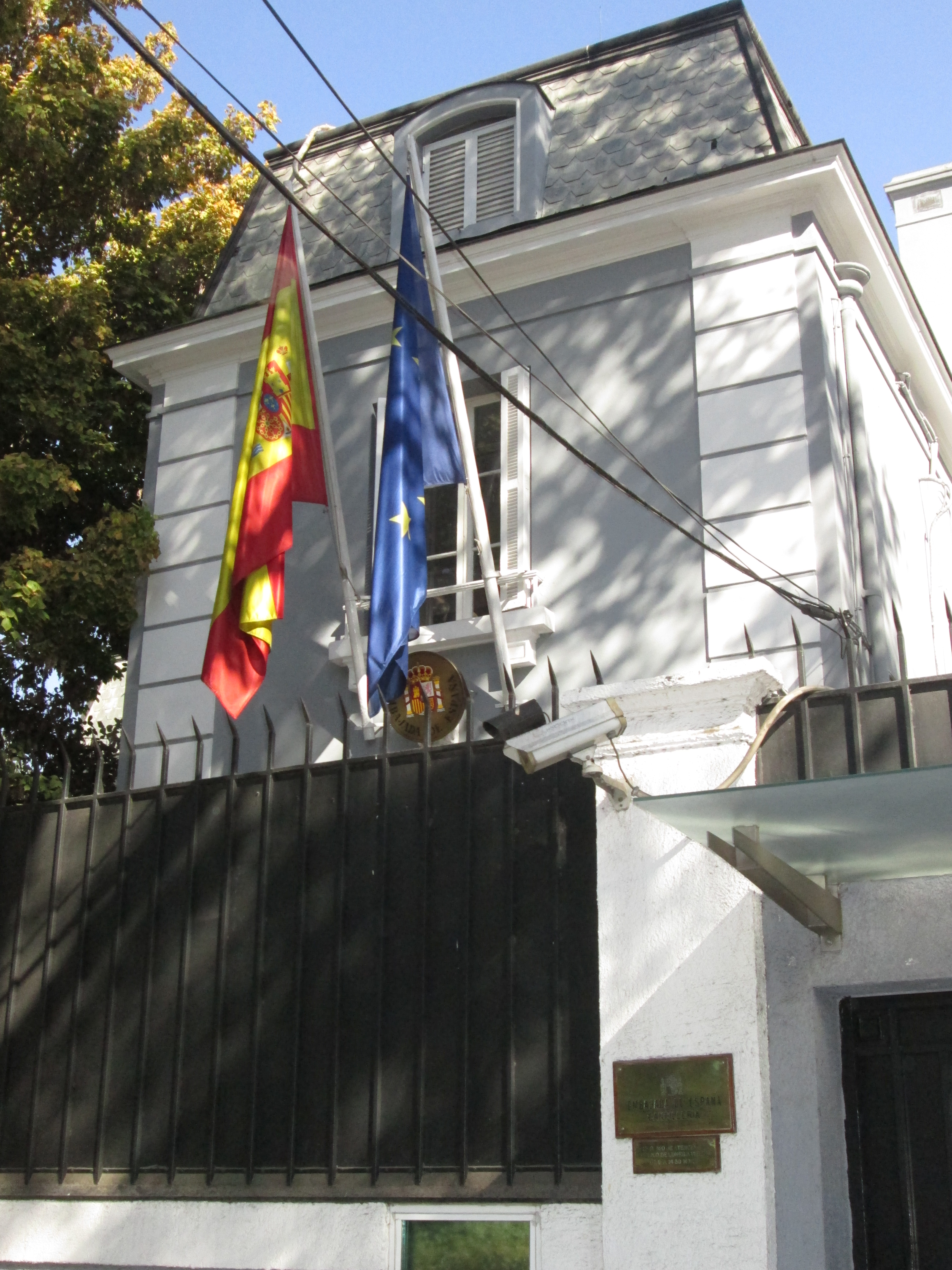
Ambassade à Santiago du Chili.
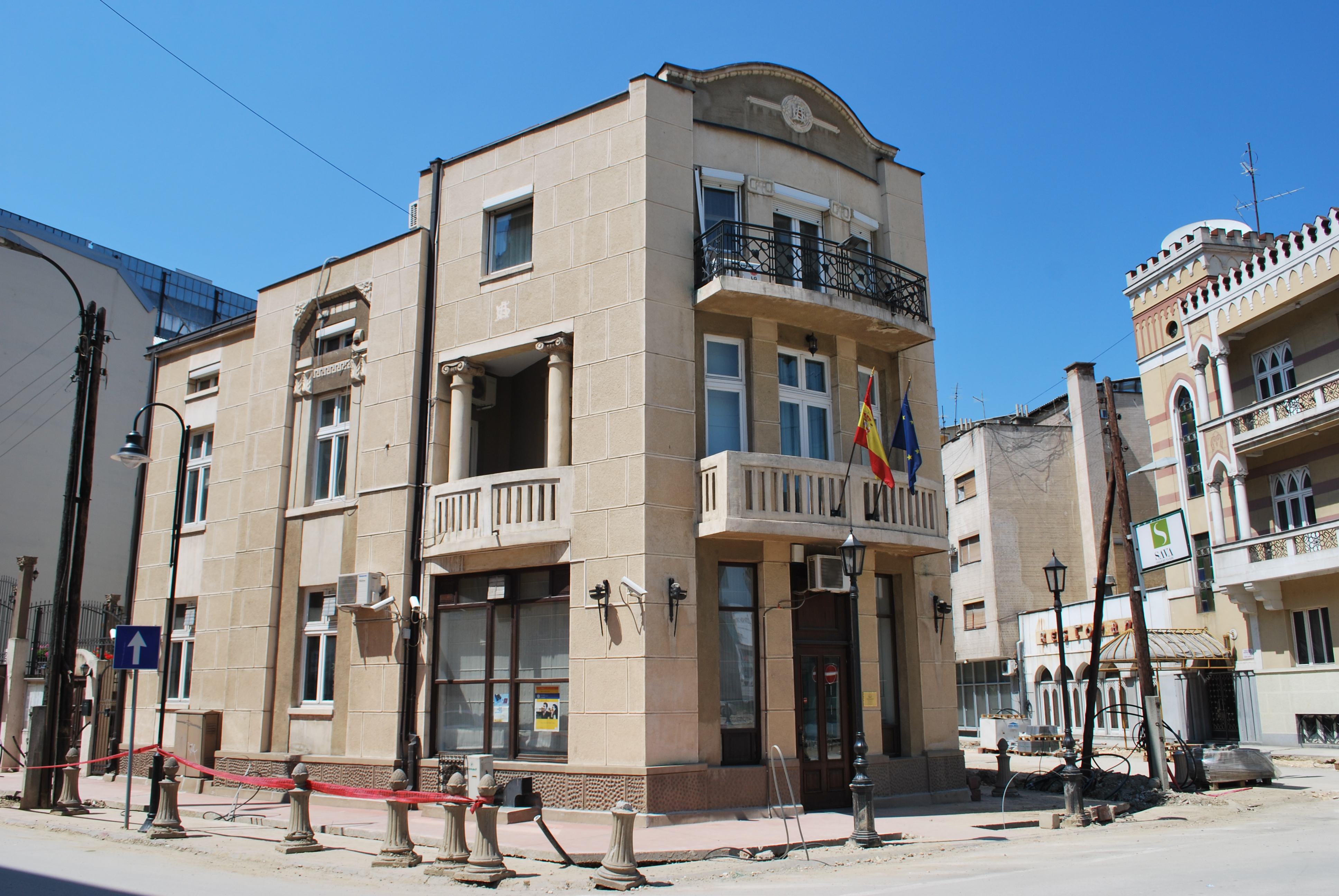
Ambassade à Skopje.
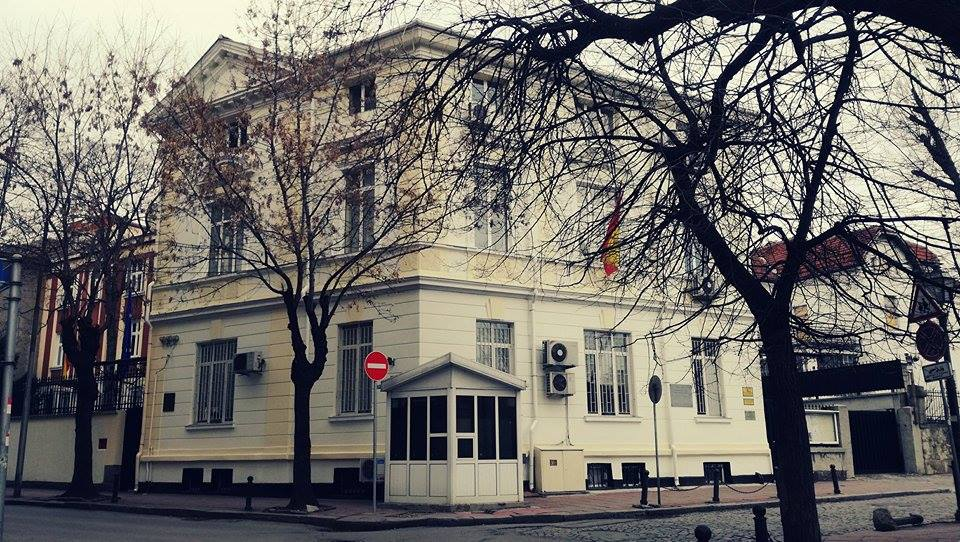
Ambassade à Sofia.
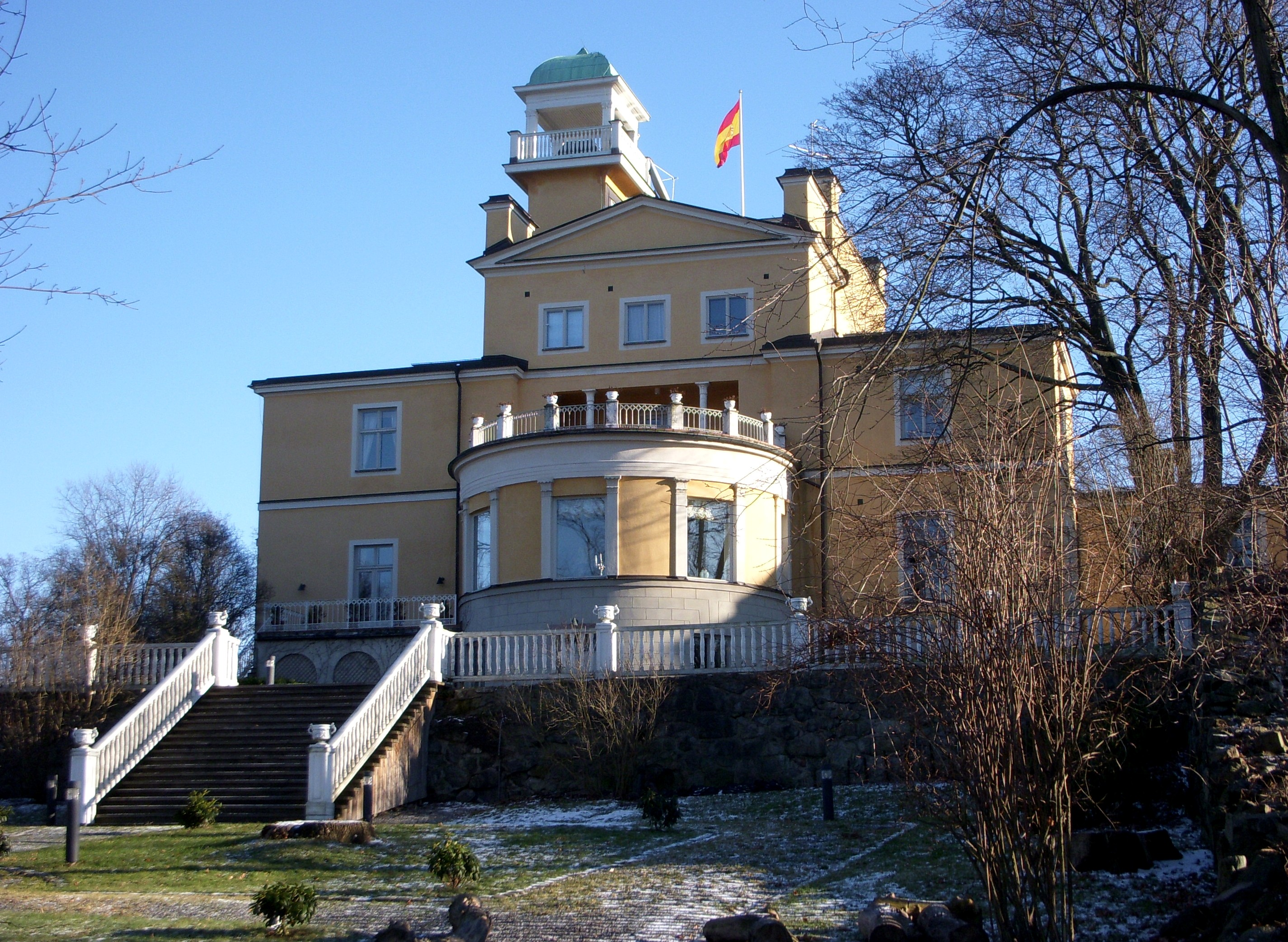
Ambassade à Stockholm.
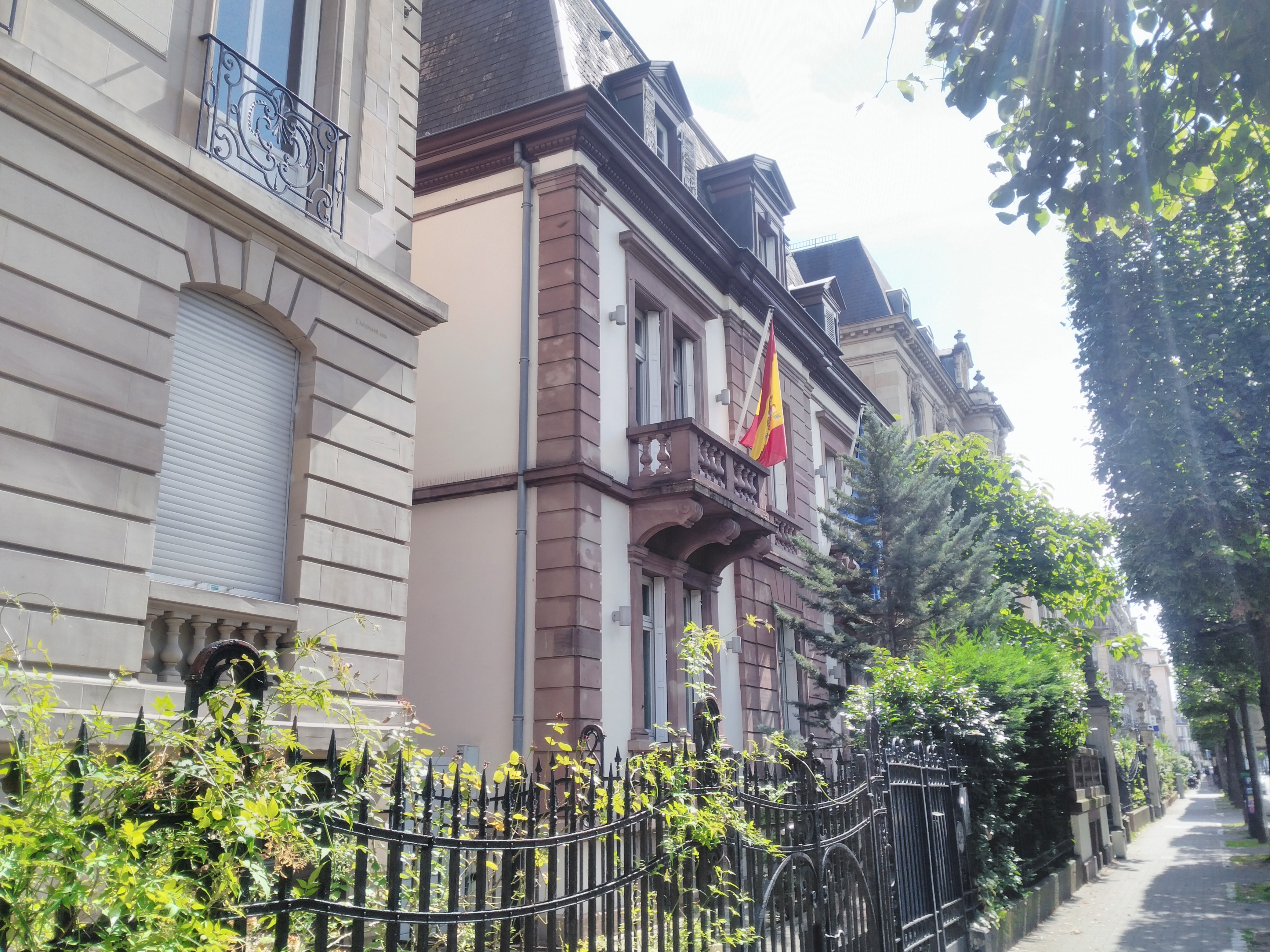
Mission permanente auprès de l'Conseil de l'Europe à Strasbourg.
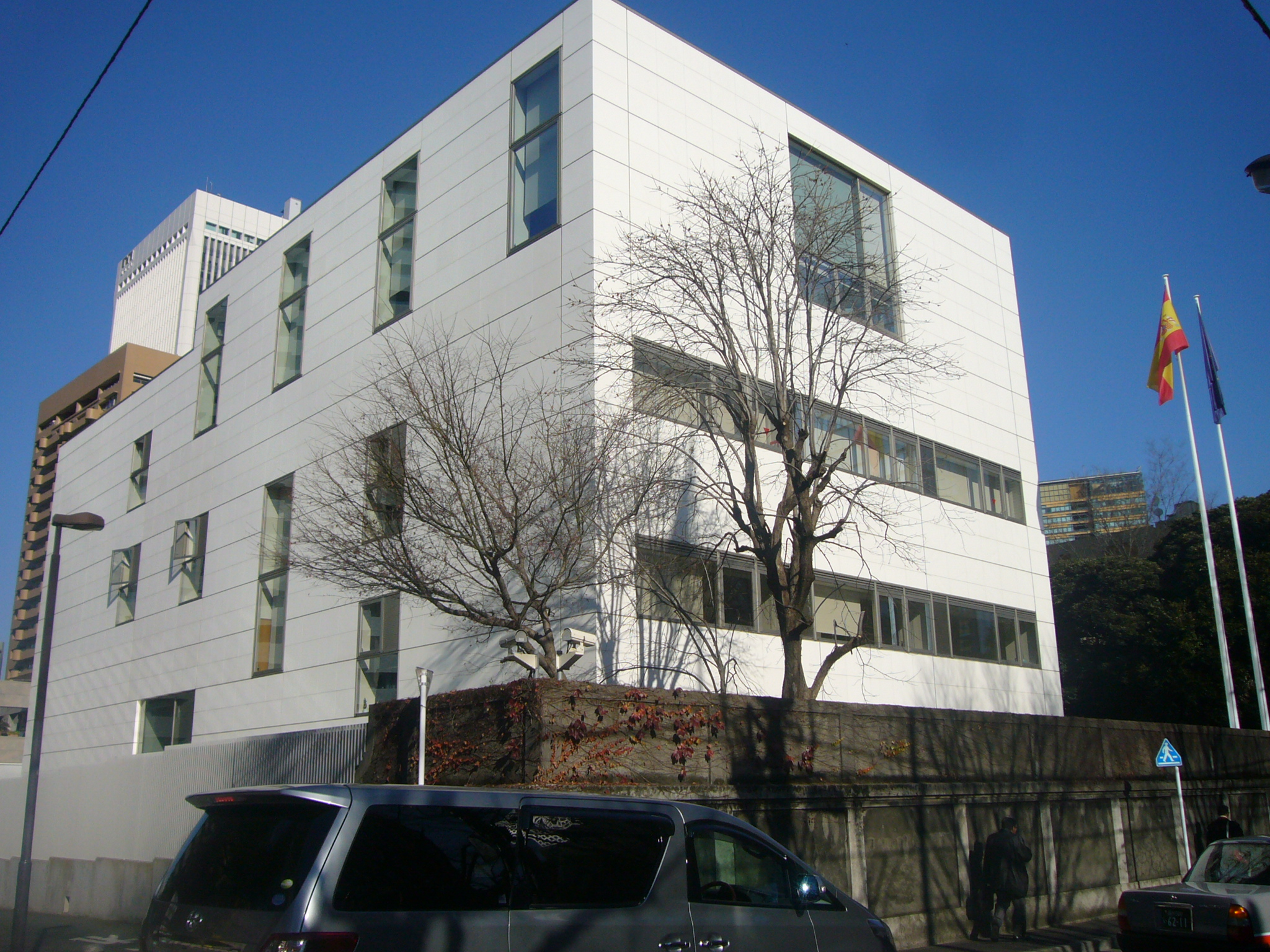
Ambassade à Tokyo.
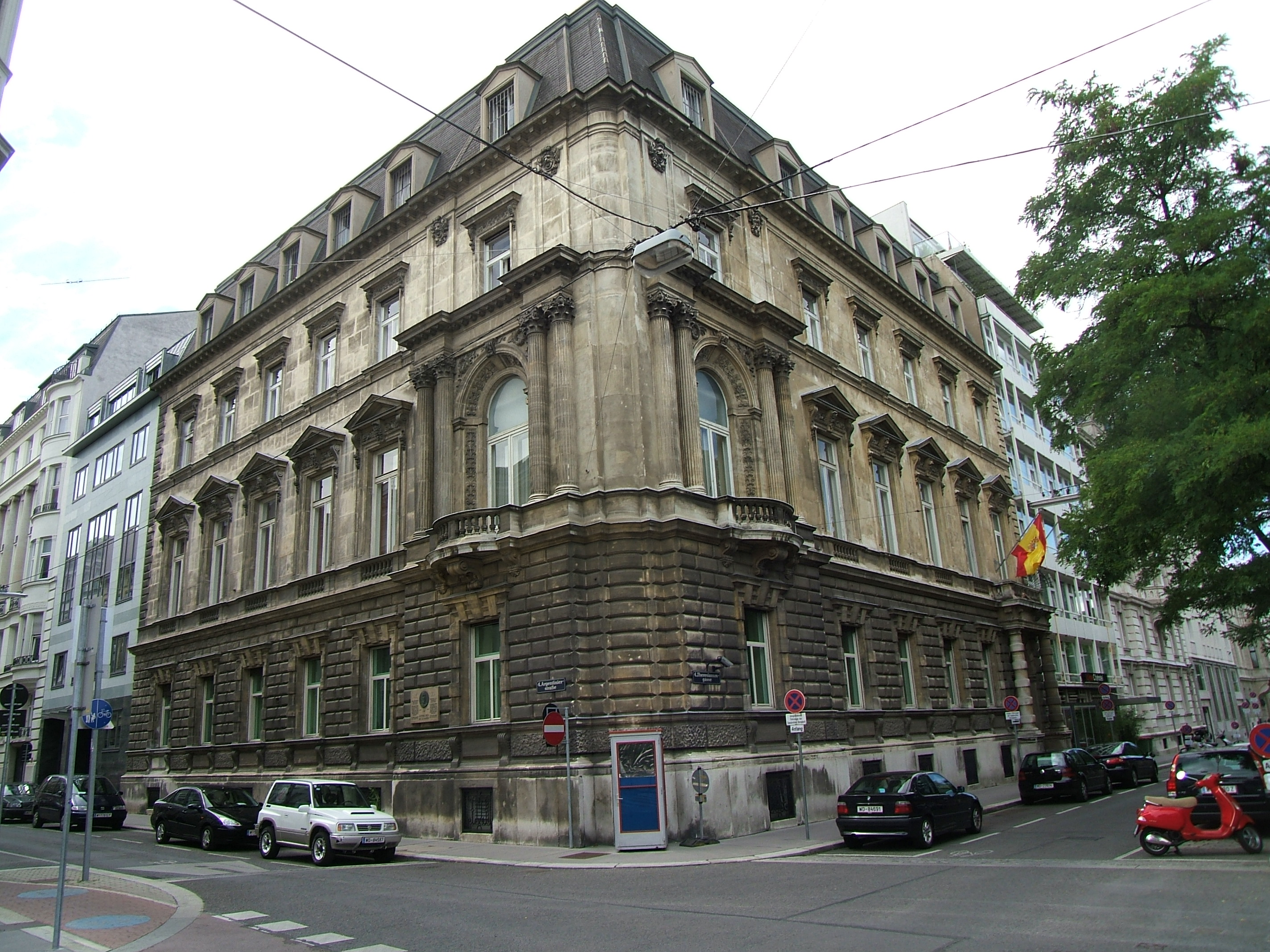
Ambassade à Vienne.
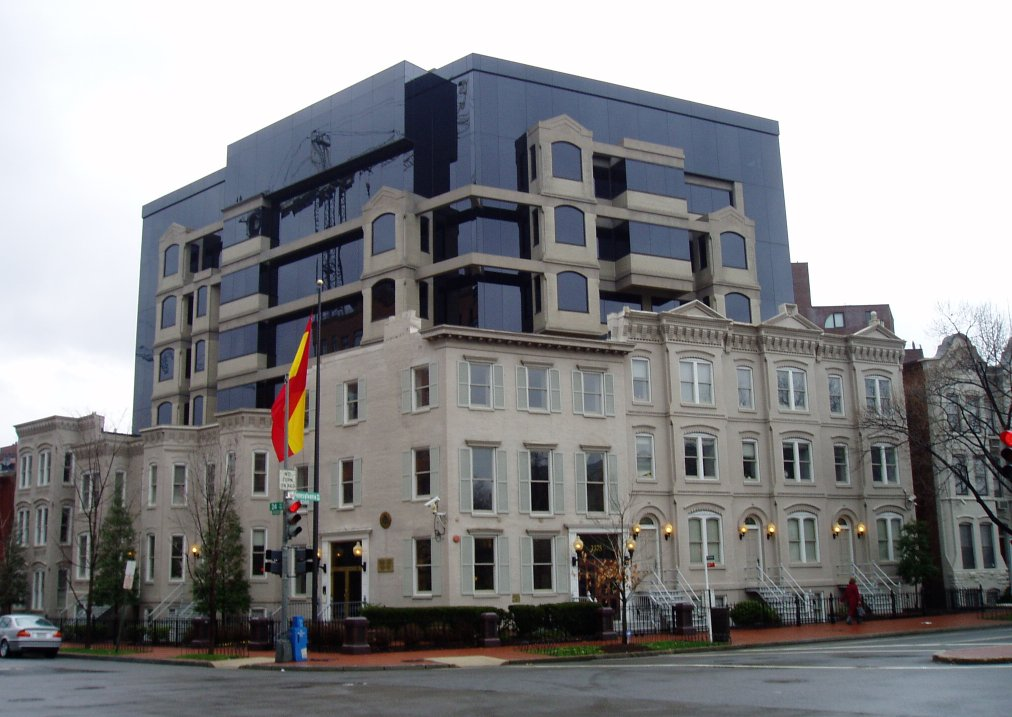
Ambassade à Washington.
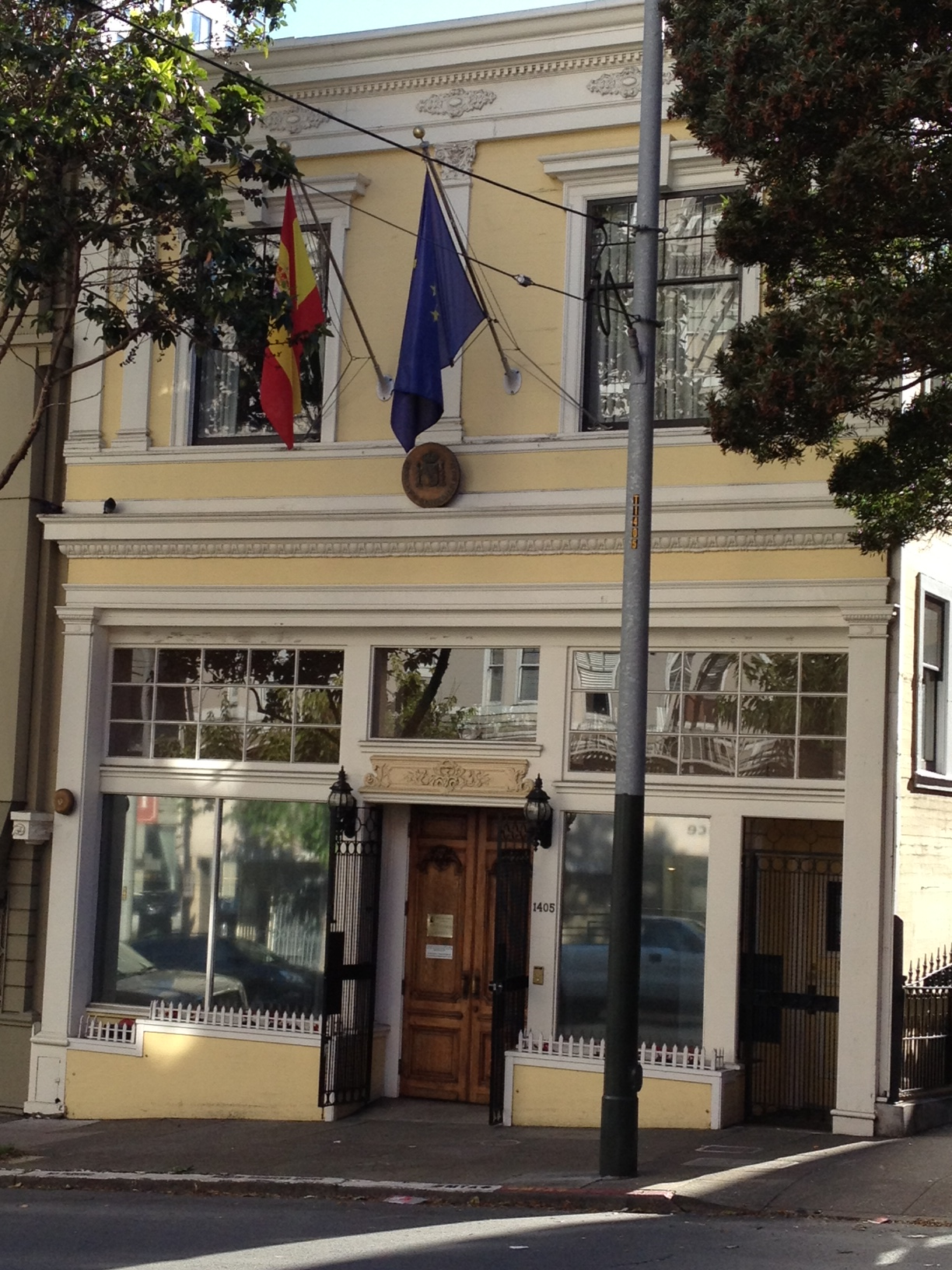
Consulat général à San Francisco.
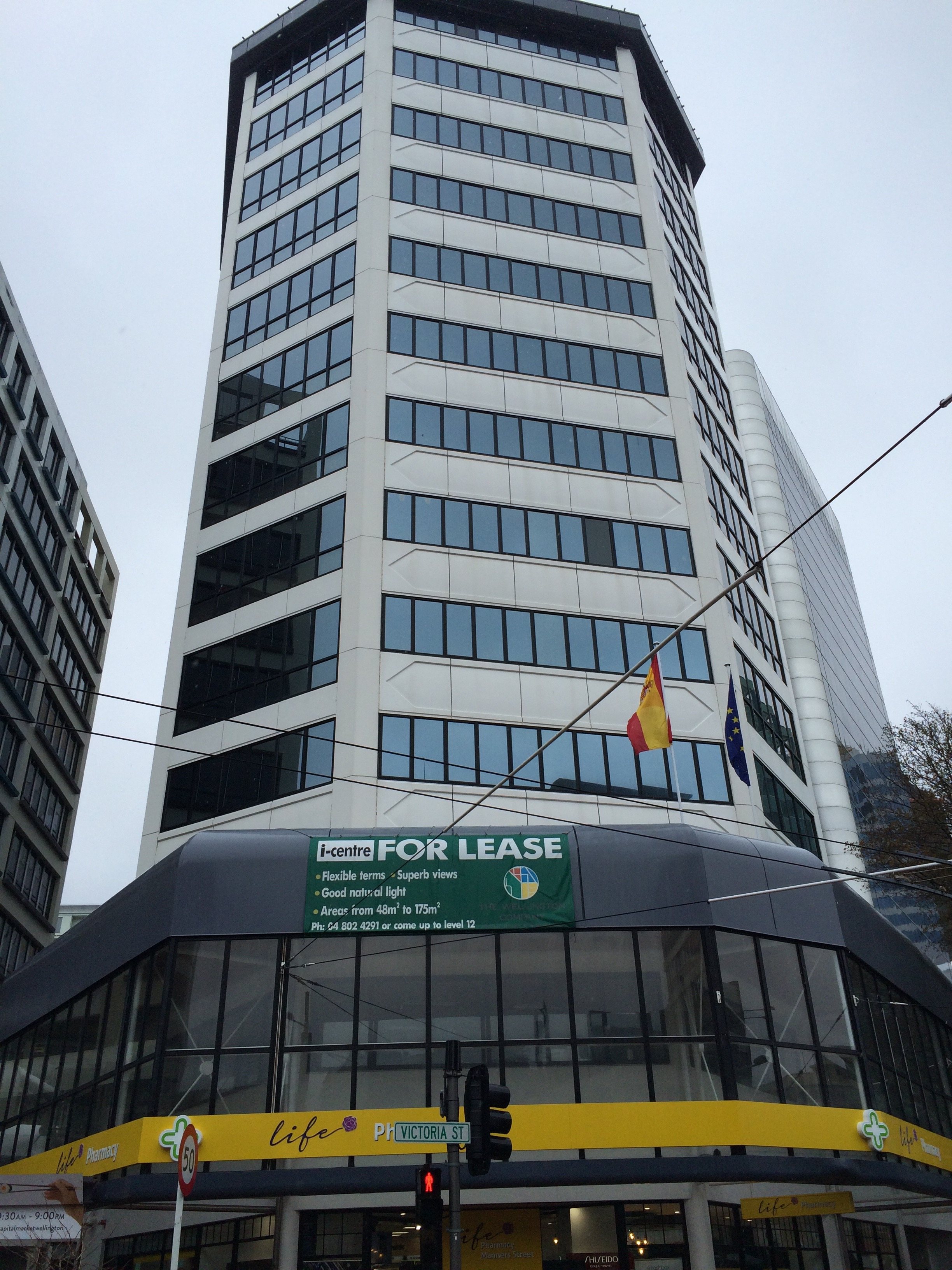
Ambassade à Wellington.